# Wandlitz (Wandlitz)
Wandlitz ist ein Ortsteil der gleichnamigen Gemeinde nördlich von Berlin, die zum Landkreis Barnim im Land Brandenburg gehört. Er war bis 2003 innerhalb des Amtes Wandlitz ein selbstständiger Ort. Im heutigen Ortsteil leben auf 11,54 km² 6868 Einwohner, das entspricht einer Bevölkerungsdichte von 595 Einwohnern je km².
Das Dorf Wandlitz wurde im Jahr 1242 erstmals urkundlich erwähnt. Im Mittelalter in klösterlichem Besitz der Zisterzienser des Klosters Lehnin entwickelte sich der 26 Kilometer vom Zentrum der Großstadt Berlin entfernte Ort im 20. Jahrhundert zu einem bevorzugten Ausflugs- und Wohnstandort. Die von Mischwäldern umgebenen Seen in und um Wandlitz – Stolzenhagener See, Wandlitzer See, Rahmer See und Liepnitzsee – sind Teil des Brandenburger Großschutzgebietes Naturpark Barnim. Sie liegen in der Endmoränenlandschaft der Weichseleiszeit, zu der noch etliche verlandende Gewässer wie die Heiligen drei Pfühle gehören.
Durch den Ortsteil Wandlitz verläuft von Norden nach Süden die Landesstraße L 100 (bis zum Jahr 2016 die B 109), die Prenzlau mit Berlin verbindet und von Westen nach Osten die aus Richtung Oranienburg kommende und an der Bundesautobahn 11 endende B 273. Die Autobahn verläuft sechs Kilometer östlich des alten Dorfkerns nach Norden in Richtung Stettin und nach Süden in Richtung Berlin. Die Heidekrautbahn, betrieben durch die Niederbarnimer Eisenbahn, verbindet Wandlitz mit Berlin und Groß Schönebeck.
Der Ortsteil wird fälschlicherweise immer wieder mit der Waldsiedlung Wandlitz assoziiert, obwohl diese in der Gemarkung Bernau liegt und seit 2001 der offizielle Stadtteil Waldsiedlung (Bernau bei Berlin) ist.

## Geografie

### Geografische Lage
Wandlitz befindet sich auf dem nordwestlichen Teil der Barnim-Hochfläche, dem sogenannten Niederbarnim. Die Höhe über Normalhöhennull (NHN) nimmt von Ost nach West leicht ab. Der höchste Punkt mit 80,3 Meter über NHN liegt neben der Lanker Straße an der südöstlichen Ortsteilgrenze zu Bernau in der Niederheide. Mit 48,3 Meter über NHN ist die Fläche des Rahmer Sees an der Westgrenze der niedrigste Punkt des Ortes. Die Höhe der Ortsmitte nahe der Dorfkirche (Messpunkt: Einmündung Langer Grund / Breitscheidstraße) beträgt 53,8 Meter, die der Kreuzung der Breitscheidstraße zur Prenzlauer Chaussee 58,1 Meter über NHN.

### Siedlungsstruktur

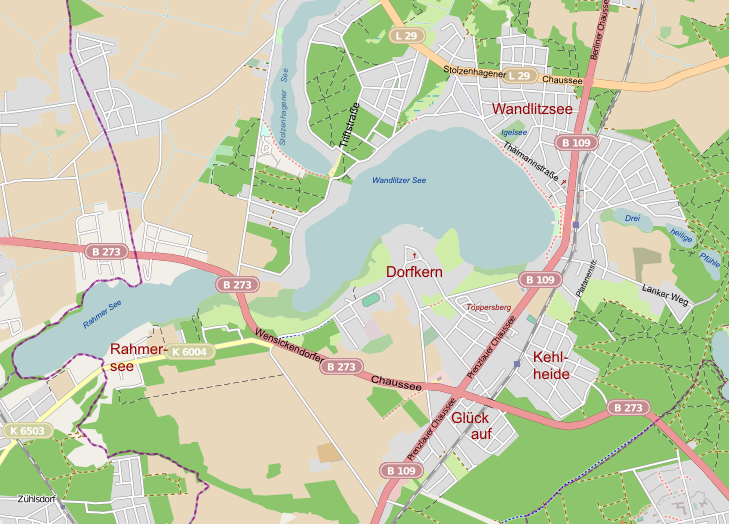
Übersicht des Ortsteils Wandlitz mit einigen Straßen und Siedlungsteilen

Der heutige Ort Wandlitz besteht aus verschiedenen Siedlungsbereichen, zu denen der älteste Teil um den Dorfkern Wandlitz mit der evangelischen Dorfkirche zählt (der sogenannte Rundling), dazu kommen Gebiete um die Prenzlauer Chaussee (zuerst Neu-Wandlitz genannt) zwischen der Eisenbahnstrecke und den Feldern vor dem alten Dorf. Ein drittes Gebiet lässt sich südlich der B 273, die hier Wensickendorfer Chaussee heißt, eingrenzen. Östlich der Bahnlinie und beidseits der Bernauer Chaussee befindet sich das Gebiet Kehlheide, das amtlicherseits noch einmal in die Bereiche Nibelungensiedlung, Sieglindesiedlung und Glück auf südlich der B 273 unterschieden wird.
Das erst zum Ende des 19. Jahrhunderts umfassend erschlossene Ortsgebiet Wandlitzsee kann unterteilt werden in den Bereich um den Lanker Weg, das Gebiet Drei Heilige Pfühle – bei seiner Entstehung 1908/1909 auch Landhaus-Kolonie genannt – sowie das zentrale und nordwärts führende Teilstück zwischen dem Wandlitzer See und um die Stolzenhagener Chaussee. Mit der ständig wachsenden Einwohnerschar des Ortsteils entstehen in den 2000er Jahren weitere neue Siedlungsgebiete, die vor allem die bisherigen Kernbereiche zusammenwachsen lassen, da wäre das Domizil in der Platanenstraße genauso zu nennen wie die Villen auf dem Töppersberg – auf früheren landwirtschaftlichen Flächen zwischen der Prenzlauer Chaussee und dem historischen Dorfkern.

### Nachbarorte
Im Norden grenzt der Ort Wandlitz an den zur Gemeinde Wandlitz gehörenden Ortsteil Klosterfelde, die Ortsteilgrenze verläuft dabei teilweise südlich der Klosterfelder Paradiessiedlung, zum anderen östlich der Wandlitzer Elbestraße. Nordöstlich schließt sich die Grenze zum Ortsteil Lanke an, die entlang der Wandlitzer Siedlungskante an der Arendseer Straße nach Südosten verläuft. Die Gewässer der Drei Heiligen Pfühle in das Ortsgebiet mit einschließend wendet sich die Wandlitzer Ortsgrenze zur Stadt Bernau bei Berlin, entlang der Lanker Straße nach Südwesten. Der Liepnitzsee wird dabei nicht tangiert, das Westufer des zu Lanke gehörenden Sees gehört zu Bernau.
Die südliche Grenze zum Ortsteil Basdorf zieht sich von der Lanker Straße entlang der Waldkante Richtung Westen, quert an der Dachsbaude die B 109 und erreicht nördlich der Zühlsdorfer Siedlung Fuchswinkel die westliche Gemeindegrenze. Danach schwenkt sie nordwärts zum Rahmer See, der komplett zu Wandlitz gehört. Den weiteren Grenzverlauf zu Stolzenhagen bildet das Briese-Fließ und das Westufer des Wandlitzer Sees. An seinem Nordufer trennt die Ortsteilgrenze Wandlitz von der Stolzenhagener Siedlung Stolzenfels, wobei die Gierwiese noch zu Stolzenhagen gehört. Nördlich der Stolzenhagener Chaussee erreicht der Grenzverlauf wieder die Wandlitzer Elbestraße, diesmal an deren westlichem Ende.

### Naturraum

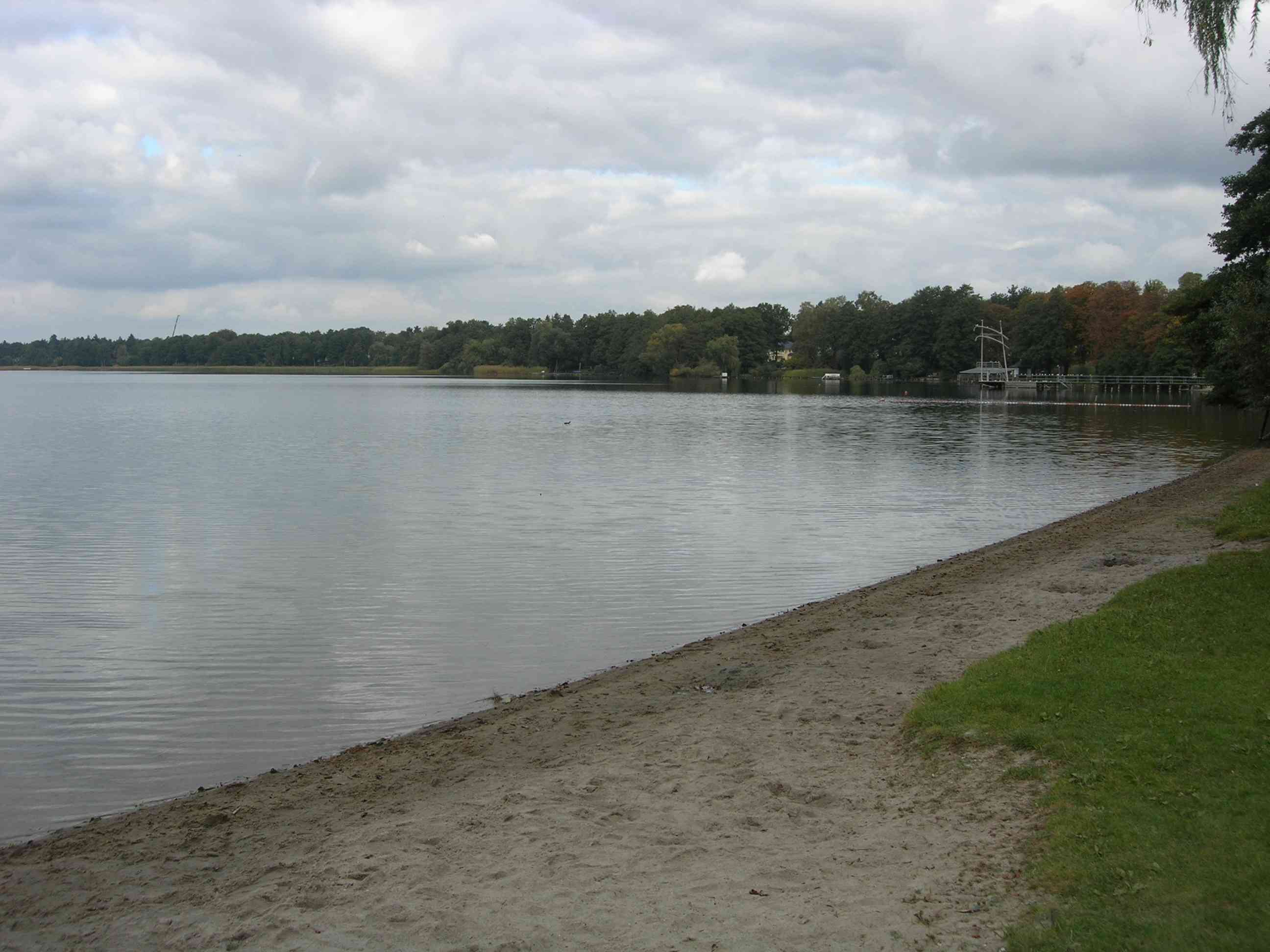
Wandlitzer See

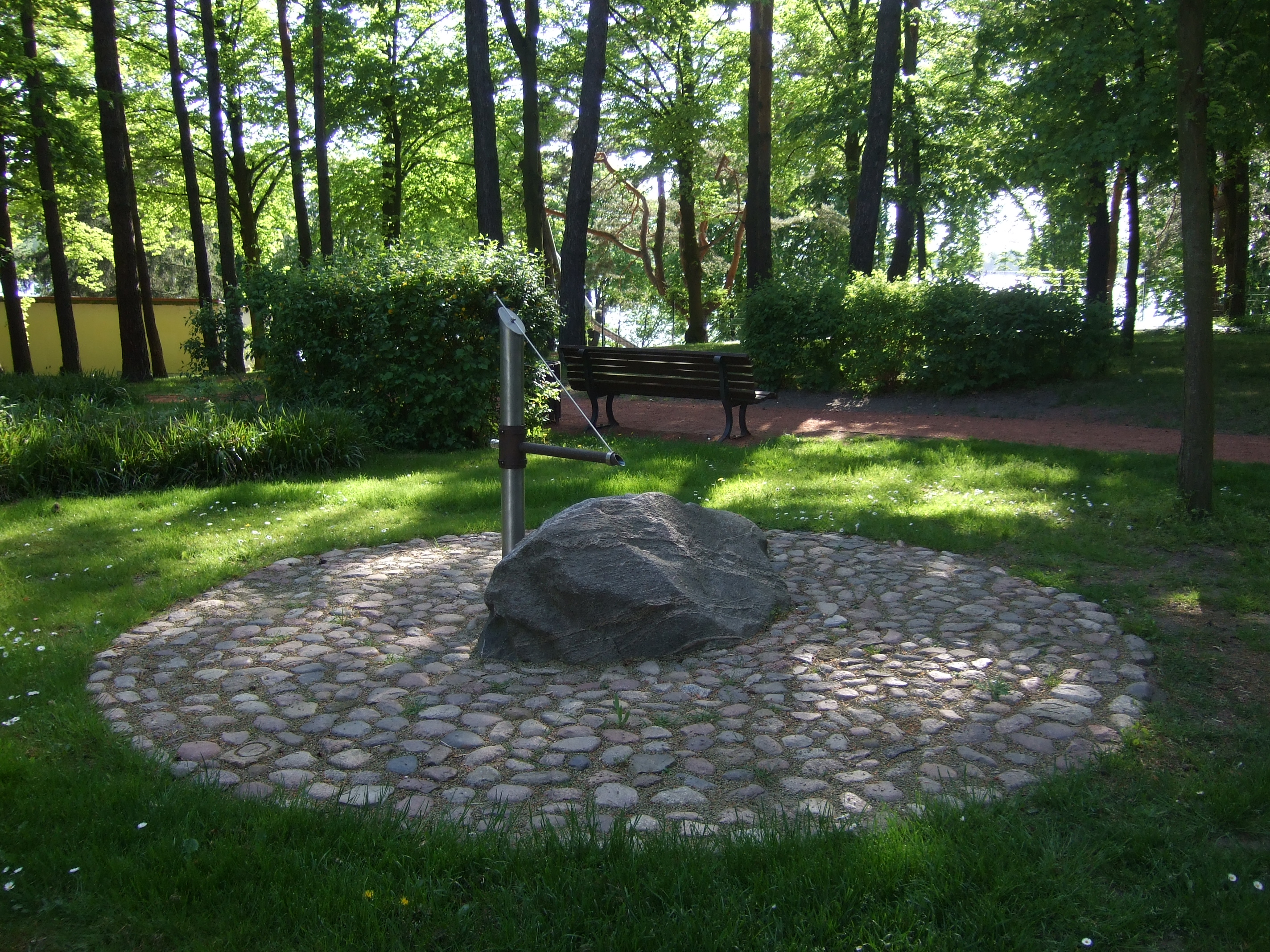
Wasserscheidestein

Mit dem Wandlitzer See und dem Rahmer See gehören zwei größere Gewässer zum Ortsteil. Dazu kommen mit den Drei Heiligen Pfühlen und dem Igelsee vier kleinere Seen. In der näheren Umgebung des Ortes befinden sich außerdem der zu Stolzenhagen gehörende Stolzenhagener See im Westen, der zu Lanke gehörende Liepnitzsee im Osten sowie neben diesem der kleine Regenbogensee, ebenfalls Teil der Gemarkung Lanke. Diese Seen gehören zu einer späteiszeitlichen Schmelzwasserrinne. Sie sind meist sehr sauber und bieten einigen seltenen Fischarten einen guten Lebensraum. Die Gewässer sind aus Naturschutzgründen für jeglichen motorisierten Schiffsverkehr gesperrt. Dagegen gibt es zahlreiche Wanderwege in der Umgebung. Mit der Naturparkverwaltung Barnim hat sich eine wichtige Einrichtung in Wandlitz etabliert. Der Wandlitzer See mit dem dazugehörigen Strandbad gilt als Anziehungs- und Mittelpunkt des Ortsteils. 2003/2004 wurde er, ehemals im Besitz der Stadt Berlin, an eine Consulting-Firma aus Düsseldorf verkauft, welche nunmehr für die Nutzung der Wasserfläche und eines Uferstreifens Gebühren erhebt.
Zwischen dem Strandrestaurant, dem Strandbad, der Prenzlauer Chaussee und der Verkaufseinrichtung Zum dicken Kurt liegt ein öffentlicher Park mit Kieswegen, Bänken, Grünflächen und dem Wasserscheidestein: Auf der Barnimer Hochfläche und damit durch das Ortsgebiet verläuft die Wasserscheide zwischen Elbe und Oder und damit zwischen Nord- und Ostsee. Sie befindet sich zwischen dem Wandlitzer See, dessen Wasser durch die Briese in die Havel und dann in die Elbe abfließt, und dem Liepnitzsee, der über Obersee, Hellsee, Hellmühler Fließ und Finow in den Finowkanal und mit diesem in die Oder entwässert. Die Gemeindeverwaltung kennzeichnete diese Grenze mittels der Aufstellung eines künstlerisch gestalteten symbolischen Wasserscheidesteins im Park vor dem Strandbad. Ein großer mit verschiedenen Mineralablagerungen durchzogener Findling erhielt eine kleine Wasserrinne, auf die von oben Wasser tropft. Das System ist so austariert, dass das Wasser ’mal nach der einen und ’mal nach der anderen Seite abfließt. Die Gestaltung des Steins mit einer entsprechenden Tafel führte die Wandlitzer Künstlerin Annelie Grund aus, die Einweihung erfolgte am 13. Oktober 2007.
Das Ortsgebiet von Wandlitz ist heute von Zersiedelung geprägt, viele im 20. Jahrhundert neu erstandene Siedlungsgebiete wurden in vormaligen Waldgebieten angelegt. Unberührt davon blieben nur Teile der Kehlheide und der Hinterheide am östlichen und südöstlichen Ortsrand entlang der Lanker Straße. Weitere, meist unbewaldete Freiflächen verblieben nördlich der Elbestraße, nördlich und südlich des Lanker Weges und südlich beziehungsweise südwestlich des alten Ortskerns. Letztere, um das Gut Annenhof, werden zum Teil landwirtschaftlich genutzt.

## Geschichte

### Früheste Siedlungsnachweise

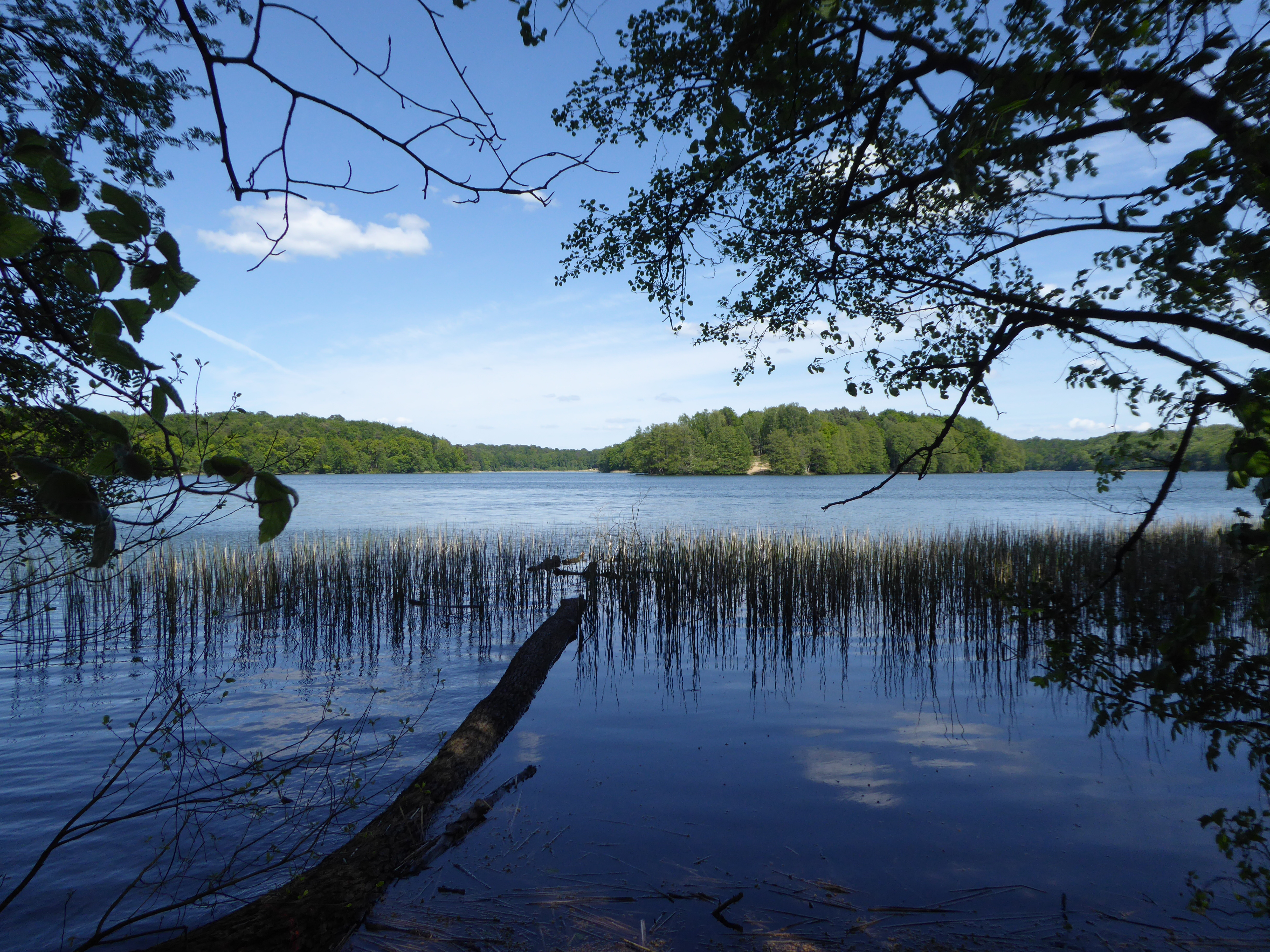
Großer Werder im Liepnitzsee bei Wandlitz – vom Westufer des Sees gesehen

Funde von Feuerstein-Schlagwerkstätten im Gebiet des alten Dorfkerns von Wandlitz und an den Ufern des Wandlitzer Sees belegen die frühe Anwesenheit mittelsteinzeitlicher Jäger, Fischer und Sammler um etwa 5000 bis 3500 v. Chr. Zum Ende dieser Periode wanderten Siedler einer vollentwickelten jungsteinzeitlichen Bauernkultur aus dem Weichsel- und oberen Oderraum in die Gegend der nordöstlichen Uckermark ein, erreichten jedoch nicht den Raum des Barnim. Vermutlich lebten hier weiterhin versprengte Jägergesellschaften auf dem kulturellen und wirtschaftlichen Niveau der späten Mittelsteinzeit.
Aus der Zeit vor 2000 v. Chr. sind Siedlungsversuche nordischer Bauerngruppen der sogenannten Trichterbecherkultur an den Rändern des Barnim anhand von Keramikfunden nachgewiesen. Bei Wandlitz soll es ein Großsteingrab dieser Kultur gegeben haben, das vor etwa 150 Jahren durch die Steinschlägerei zerstört wurde. Späte Zeugnisse der Trichterbecherkultur wurden in Form von Feuersteinäxten in Schönwalde und Mühlenbeck gefunden. Nachfolgend siedelten um Wandlitz die Streitaxtleute der wohl indogermanischen Schnurkeramikkultur. Aus dieser Periode sind Einzelfunde bekannt, wie kunstvoll gearbeitete Pfeilspitzen sowie am Liepnitzsee und auf dem Werder, der Insel im See, gefundene Meißel und Steinkeile, die in ihrer Konzentration auf eine Siedlung bei Wandlitz hindeuten. Nächste nachgewiesene Siedlungsplätze der Schnurkeramikkultur befinden sich in Biesenthal und Berlin-Heiligensee, Einzelstücke stammen aus Basdorf (Flinthacke), Stolzenhagen (Felsgesteinhammer) und Klandorf (Streitaxt).
Ab etwa 1200 v. Chr., nach dem Beginn der späten Bronzezeit in Mitteleuropa, wies der Barnim eine höhere Besiedlungsdichte auf. Von Süden her siedelten sich Menschen der Lausitzer Kultur, wahrscheinlich Abkömmlinge der Aunjetitzer Kultur, im Raum Wandlitz an. Bei straßenbaulichen Erdarbeiten wurde 1953 in den Mühlenfichten ein bronzezeitliches Gräberfeld mit 21 Grabstellen der Lausitzer Kultur gefunden. Ob diese Kultur mit den bei den Römern Venedae bezeichneten Völkerschaften einer venetisch-illyrischen Sprachgemeinschaft identisch war, ist ungeklärt.
Mit dem Beginn des Subatlantikums, des heutigen Zeitabschnitts des Holozäns, wurde es allgemein etwas kühler und feuchter. Dieser klimatische Wechsel fällt mit dem Beginn der Hallstattzeit um 700 v. Chr. zusammen. Auf dem Barnim kam es zu einem Siedlungsschwund gegenüber der späten Bronzezeit. Wandlitz lag in diesem Zeitabschnitt an der Grenze der Jastorfkultur, einer Entwicklung aus der Nordischen Bronzezeit, zur nordöstlichen Göritzer Kultur, eines späten Ablegers der Lausitzer Kultur, die durch einwandernde germanische Stämme überlagert wurden. Während später an der Oder die Burgunden bezeugt sind, siedelten auf dem Barnim nach der christlichen Zeitenwende die suebischen Semnonen. Auf sie verweist ein bei Klandorf gefundenes Gräberfeld und die zugehörige Siedlung. Die Semnonen wanderten ab dem 2. bis 3. Jahrhundert bis auf Reste, die sich später mit den eindringenden slawischen Stämmen vermischten, nach Süden ab.
Die lange Siedlungsgeschichte konnten Archäologen vor allem aus Bodenfunden von Siedlungskernen und Gräberfeldern rekonstruieren. Einzelne mit der Radio-Karbon-Methode untersuchte und im Agrarmuseum Wandlitz ausgestellte Fundstücke belegen die Darstellung.

### Slawische und deutsche Siedlungsnahme
Ab dem 6. Jahrhundert siedelten sich Slawen im Raum Wandlitz an. Sie nannten eine ihrer Siedlungen Vandelice oder Vandlice, was auf das Polabische vądol und die Endung -ica zurückgeführt wird. Die oftmals genannte Erklärung, der Ortsname bedeute „Menschen, die am Wasser leben“ ist dagegen unbelegt.
Die Erstbesiedlung ist am Südufer des Wandlitzer Sees nachgewiesen. Die slawischen Ackerbauern, Viehzüchter, Fischer und Wildbienenzüchter bauten ihre Häuser als ebenerdige Blockhütten aus Holz. Spinnen, Weben, Töpfern, Schmiede- und Schnitzarbeiten gehörten zu ihrem Handwerk. Das als Haufendorf organisierte Gemeinwesen war unbefestigt und bildete mit benachbarten Siedlungen eine Siedlungskammer, diese wiederum einen Stamm. Untersuchungen der aufgefundenen Kulturgegenstände ordnen die frühen slawischen Siedler dem Stamm der Rezanen („Menschen, die am Fluss leben“; von reka = Fluss) zu.
Die Entwicklung der folgenden Jahrhunderte konnte noch nicht vollständig geklärt werden. Als sicher gilt jedoch, dass die Slawen ab dem Ende des 12. Jahrhunderts durch vordringende deutsche Siedler zurückgedrängt wurden. Während der Herrschaft der Askanier im 12. Jahrhundert ließen sich Bauern aus den Elbtälern im Gebiet des Wandlitzer Sees nieder. In ihrem Gefolge bildeten vorhandene Klöster weitere Niederlassungen, hier insbesondere das Zisterzienserkloster Lehnin. Die westelbischen Bauern errichteten im Zuge der mittelalterlichen deutschen Ostsiedlung abseits der Uckermärkischen Landstraße ein Rund- oder Platzdorf, den heutigen historischen Ortskern um den Kirchberg.
Die erste urkundliche Erwähnung stammt aus dem Jahre 1242, mit welcher der Verkauf der Dörfer Vandelice, Bredewisch (nicht mehr existent, wird südlich des Liepnitzsees vermutet) und die Hälfte von Stolzenhagen von den Markgrafen Johann I. und Otto III. an das Kloster Lehnin belegt wird: für „150 Mark Silber und drei Züge mit dem großen Netz im Wandlitzsee“. In den folgenden Zeitabschnitten erwarben die Mönche weitere Ländereien in der Umgegend wie Basdorf, Mühlenbeck mit Summt und das Dorf Schildow. Die Lehniner Klosterherren besaßen damit große zusammenhängende Siedlungsflächen rund um den Wandlitzer See.

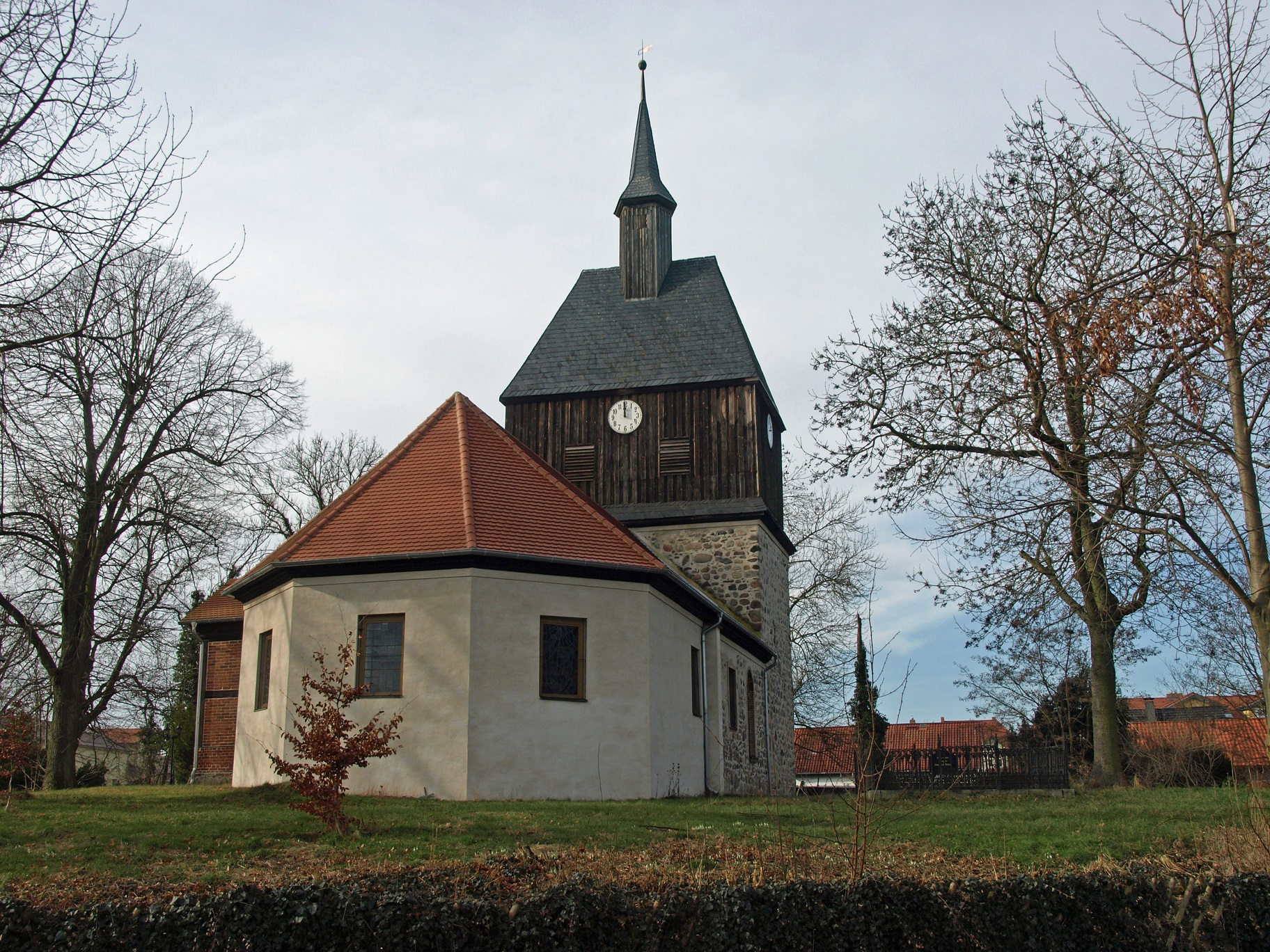
Dorfkirche Wandlitz

Aus der Gründungszeit des Ortes Wandlitz stammen die Grundmauern der Dorfkirche, die im Laufe der Jahrhunderte von einem spätromanischen Bauwerk über eine frühgotische Kirche zu einer Barockkirche umgebaut und erweitert wurde.
Die Besitzungen des Klosters Lehnin um Wandlitz wurden vom Nighenhof, einem Klostergutshof (grangia) auf dem Klosterberg am ersten der drei Heiligen Pfühle verwaltet. Der Nighenhof wurde wahrscheinlich 1432 beim Durchzug der böhmischen Hussiten zerstört.
Bis 1542 blieb Wandlitz im Besitz der Klosterherren aus Lehnin. Im Ergebnis der Säkularisation wurde der Ort in den folgenden Jahrhunderten als staatliche Domäne verwaltet, zunächst vom kurfürstlichen Amt in Mühlenbeck, später dem von Liebenwalde. Während des Dreißigjährigen Krieges 1618 bis 1648 wurde mehr als die Hälfte der Einwohner von Wandlitz getötet oder vertrieben. Die Einwohnerzahl sank von 192 im Jahr 1591 auf 90 im Jahr 1652.

### Siedlungserweiterungen in preußischer Zeit
Während des 18. und 19. Jahrhunderts kam es durch wirtschaftliche und Kolonisierungsmaßnahmen zu Neuansiedlungen von Bauern, Fischern und Gewerbetreibenden. Die Separation von 1819 bis 1849 führte im Jahr 1819 zur Verlegung des Lehnschulzengutes vom Bullenwinkel, dem Wandlitzer Dorfkern, zur neu zugeteilten Feldmark von Basdorf. Auf dem Annenhof entstanden 1827 neue Wirtschaftsgebäude, im Jahr 1853 auch ein Wohnhaus. Ab 1827 begann der Bau der Prenzlauer Chaussee, deren erste Teilübergabe 1829 erfolgte. An der Straße wurde 1828 gegenüber dem Seekrug ein Chausseehaus als Zollstation errichtet. Von 1835 bis 1836 entstand ein erstes massives Schulgebäude, in dem eine kirchliche Schule den Betrieb aufnahm. Die erste kommunale Schule wurde erst 1912 eröffnet; beide direkt im Dorf (heutige Oranienburger Straße).

### Vom Kaiserreich bis zum Ende der Weimarer Republik
Ab den 1880er Jahren wurde die Siedlung entlang der Prenzlauer Chaussee angelegt und Neu-Wandlitz genannt. Kaufleute, Bäcker, Schlächter, Tischler, Schlosser, Schmiede und andere Handwerker ließen sich im Ort nieder. Die Bauern profitierten in dieser Zeit des Gründerbooms vom Aufschwung, indem sie Landparzellen an neu gegründete Siedlungsbaugesellschaften verkauften. – Weitere Ereignisse dieser Zeit waren die Eröffnung eines Standesamtes 1874, die Einrichtung einer Ortskrankenkasse 1885 sowie die Gründung des Schützen- und des Gesangsvereins 1888. In den Jahren 1889 und 1890 wurde die Hauptstraße im Dorf ausgebaut und die Chaussee nach Bernau neu angelegt. Ebenfalls 1890 erhielt Wandlitz den ersten Telefonanschluss. Am 21. Mai 1901 eröffnete die Reinickendorf-Liebenwalde-Groß Schönebecker Eisenbahngesellschaft hier eine neue Eisenbahnstrecke, die bis heute durch die 1927 umbenannte Eignergesellschaft Niederbarnimer Eisenbahn AG privat betrieben wird. Die Eröffnung dieser Strecke löste die bis dahin bestehende Postkutschenverbindung Berlin–Basdorf–Klosterfelde ab und führte so zu einer wesentlichen Verkehrsverbesserung. Durch die Eisenbahn, die der Volksmund bald wegen der durchquerten Landschaft „Heidekrautbahn“ taufte, kamen erste Erholungssuchende aus der Großstadt Berlin in die Gegend um Wandlitz oder bauten hier. Am Nord- und Ostufer des Wandlitzer Sees entstand der neue Ortsteil Wandlitzsee und im Ergebnis eines Architekturwettbewerbs 1907/08 die Landhauskolonie an den Heiligen Pfühlen. Von der Gaststätte Seekrug bis zum Igelsee wurde am Ufer des Wandlitzer Sees eine Seepromenade angelegt. Bereits 1908 fuhren auch erste Kraftomnibusse nach Wandlitz. Die Entwicklung brachte einerseits ganz neue Arbeitsmöglichkeiten im Dorf, beispielsweise entstand eine Werkstatt für die Reparatur und den Verkauf von Fahrrädern, Motorrädern und Automobilen, andererseits nahmen frühere Bauern oder Tagelöhner eine Arbeit in den entstehenden Berliner Industriefabriken an. Das ehemals geruhsame Bauern- und Fischerdorf Wandlitz wandelte sich so allmählich zu einem Ausflugsort, der von der Nähe der sich enorm vergrößernden deutschen Hauptstadt profitierte und zu einem Vorort mit Pendlerverkehr im Umland der Hauptstadt avancierte.

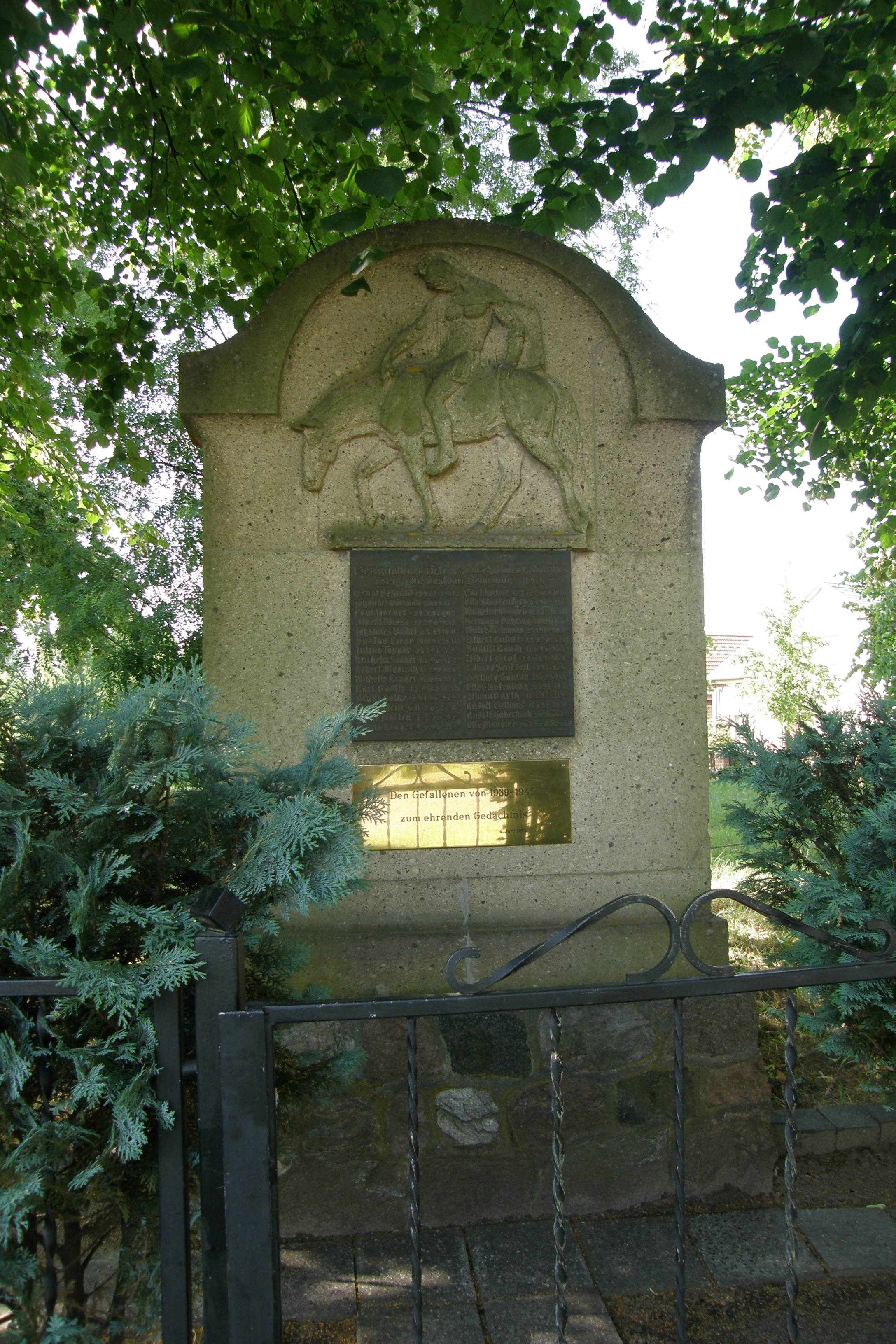
Kriegerdenkmal im Dorf Wandlitz, in den frühen 1920er Jahren von Hermann Hosaeus gestaltet

Im Ersten Weltkrieg wurden auch Wandlitzer Männer zum Kriegsdienst eingezogen, ihre Arbeitskraft fehlte in den bäuerlichen Haushalten. Trotzdem entstanden auch in dieser Zeit neue Wohngebäude, Werkstätten und Freizeit-Einrichtungen.
In der Amtszeit des Gemeindevorstehers Karl Jünemann von 1910 bis 1933 wurde der Ausbau des alten Dorfes weiter vorangetrieben. Wandlitz erhielt Straßen mit Kopfsteinpflaster, befestigte Bürgersteige, Straßenbeleuchtung, die kommunale Schule, ein Feuerwehrhaus und einen kommunalen Friedhof mit Kapelle. Alle Anstrengungen sollten Wandlitz zu einem offiziellen Kurort machen. Das wurde aber nicht erreicht, obwohl in Prospekten und auf Ansichtskarten mit dem Begriff „Luftkurort“ kräftig geworben wurde.
Das 1923 eröffnete Seebad (Strandbad) direkt am Seeufer war schnell zu einem Publikumsmagneten geworden. Nun wurde der frühere Bedarfshaltepunkt Wandlitzsee der Eisenbahn bis 1928 zu einem repräsentativen Bahnhof ausgebaut. Beide Einrichtungen, Bahnhof und Strandbad, entstanden nach Plänen des Berliner Architekten Wilhelm Wagner als architektonische Einheit im Stil der Neuen Sachlichkeit, die inzwischen unter Denkmalschutz stehen.
Die Wandlitzer erkannten durch die gleichzeitige Zunahme des Individualverkehrs eine weitere Chance und errichteten zumeist auf ihren privaten Grundstücken Benzin-Zapfstellen, innerhalb von 15 Jahren weisen die Archivmaterialien beispielsweise 14 solcher Tankstellen aus. Im Hintergrund agierten die ebenfalls zahlreich gegründeten Mineralölgesellschaften wie OLEX (später British Petrol – BP), Rhenania-Ossag (später Shell), Deutsche Vertriebsgesellschaft für Russische Ölprodukte (DEROP), Benzolvertrieb Berlin GmbH, Deutsch-Amerikanische Petroleum Gesellschaft (DAPOL), Deutsche Gasolin AG, Naphta-Industrie und Tankanlagen AG (NITAG, Berlin).
Weitere Ausflugsgaststätten, Hotels und Cafés schossen zwischen 1900 und 1930 „wie Pilze aus dem Boden“ (siehe Abschnitt Unterkünfte und kulinarische Angebote).
Etwas abgelegen am Rahmer See gründete sich zwischen 1920 und 1930 eine Künstlerkolonie, in der prominente Zeitgenossen wie die Schauspieler Eugen Klöpfer oder Rudolf Platte ein Sommerhäuschen bezogen. Die Verkehrsverbindungen nach Berlin, Bernau und Oranienburg wurden um regelmäßige Bus- und Kraftwagenlinien erweitert. Die gegenüber der Dorfkirche seit 1921 bestehende Apotheke bezog 1927 ein neues Gebäude in der Bahnhofstraße (heute: Breitscheidstraße). Ebenfalls ein Neubau war das 1928 durch die Reichspost errichtete Postamt an der Prenzlauer Chaussee Ecke Akazienstraße. Schließlich wurde bis 1931 der Sportplatz mit einer Sporthalle an der Oranienburger Chaussee angelegt. Viele Projekte, wie der weitere Ausbau der Uferpromenade am Wandlitzer See, die Errichtung eines Moorbades, der Bau eines Kurhauses mit -park am Igelsee und der Bau eines großen Verwaltungsgebäudes, wurden nach Ende der Amtszeit von Karl Jünemann nicht mehr verwirklicht. Jünemann wurde nach der Machtübernahme der Nationalsozialisten (NS) 1933 seines Amtes als Gemeindevorsteher enthoben.
Die rege Bautätigkeit förderte die Ansiedlung von kleineren und größeren Bauunternehmungen wie zwei Zementfabriken (Wiese & Co., Rudolf Wegener), zahlreicher Tischlereien, Schlossereien oder Fuhrbetriebe.

### Nationalsozialistische Zeit bis zum Ende des Zweiten Weltkriegs

#### Verwaltung, Bautätigkeit und Wirtschaft
In die Zeit der NS-Diktatur fällt 1938 der Umzug der Gemeindeverwaltung in den seit 1907 bestehenden Hotelkomplex von Fritz und Albert Rünger nahe dem Bahnhof Wandlitzsee, das zum ersten NS-Gemeinschaftshaus des Gaus umgebaut wurde. In den neu angebauten Wirtschaftstrakt zog ein Heim der Hitlerjugend. Mit der Verwaltung und dem neuen politischen Machtzentrum verlagerte sich auch das Geschäftsleben aus dem alten Dorf in den Ortsteil Wandlitzsee. Nahe Wandlitz, nordöstlich des Ortes am Bogensee in der Bauernheide, ließ sich der Reichspropagandaminister Joseph Goebbels 1936 ein Landhaus errichten. Er nutzte es ab 1943 sowohl als Verwaltungs- als auch als Wohnsitz. Seine Kinder gingen in dieser Zeit in Wandlitz zur Schule. Bei den Vorbereitungen zum Zweiten Weltkrieg entstanden in Nachbarorten zwei kriegswichtige Werke, die Munitionsfabrik des Bergmann-Werkes zwischen Wandlitz und Bernau und das Flugzeugmotorenwerk Bramo in Basdorf und Zühlsdorf. Gleichzeitig wurde der vorhandene Bahnhof Wandlitz zu einem Güterumschlagplatz erweitert. Direkt in Wandlitz siedelten sich Zulieferfirmen wie die Maschinenfabrik Schaddach und Co. (1943), Laue & Co. Metallwerke (1944) oder die im Panzerbau tätige Firma Joh. Heinrich Collignon K.G. (1943) an. Darüber hinaus hatten sich bereits zu Beginn der 1940er Jahre zahlreiche Unternehmen den Bau von Notlagern, Ausweichwerkstätten, Notunterkünften oder Splittergräben als „kriegsbedingte Auslagerung“ genehmigen lassen. Der Besitzer der Basdorfer Lichtspiele (Erich Bürger) finanzierte sogar den Bau eines Öffentlichen Luftschutzbunkers in Wandlitz (Stolzenhagener Straße Ecke Prenzlauer Chaussee). Mit den wachsenden Einwohnerzahlen etablierten sich weitere entsprechende Dienstleister, vor allem Händler und Handwerker. Besonders genannt werden können hier kleine Familienunternehmen, die die verschiedenen Staatsformen überdauert haben wie die Fleischerei Wolff (gegründet 1935), die Bahnhofsapotheke (heute Lindenapotheke) oder der Lebensmittelhandel Zum dicken Kurt.

#### Einsatz von Kriegsgefangenen und Zwangsarbeitern
Alle Betriebe, selbst die Bauern und Siedler, profitierten schließlich von den in Basdorf, später auch in Wandlitz eingerichteten Zwangsarbeiter- und Kriegsgefangenenlagern. Wandlitz war vom Reichskommissar für die Ukraine und vom Reichsminister für Rüstung und Kriegsproduktion dazu bestimmt worden, ukrainische und andere ausländische Zwangsarbeiter aufzunehmen. Ab 1943 wurden mehrere Baracken für die Verwaltung und als Unterkünfte errichtet, darunter zwei in der Oderstraße und zwei auf dem Freigelände vor dem Restaurant Seekrug an der Prenzlauer Chaussee. Die Lagerinsassen, tagsüber in Fabriken oder auf Bauernhöfen tätig, hatten abends Freigang und konnten bis etwa 1942 bei Bauern oder Siedlern ein Taschengeld oder eine zusätzliche Mahlzeit dazuverdienen. Für die Bevölkerung und auch für die Fremdarbeiter wurde das frühere Kur-Theater Wandlitz an der Prenzlauer Chaussee zu einem Kino umgebaut.

#### Kriegshandlungen in Wandlitz
Die nahen Flugzeugproduktionsstätten von Oranienburg waren gegen Ende des Krieges Ziele alliierter Luftangriffe. Wandlitz und die Nachbarorte lagen in der Flugschneise und wurden daher vereinzelt bombardiert wie am 4. September 1941 die Wandlitzer Bahnhofstraße und die Oranienburger Straße. Der schwerste Bombenangriff erfolgte in der Nacht vom 12. zum 13. September 1944 mit dem Ziel der Bramo-Produktionsstätten. Dabei wurden in der Siedlung Glück auf sechs Häuser zerstört und elf Menschen getötet, ein Basdorfer Feuerwehrmann kam bei Löscharbeiten ums Leben. Nicht alle Bomben trafen die Siedlungsgebiete, so wurde von Einwohnern berichtet, dass über dem Liepnitzforst ein angeschossenes Flugzeug drei Bomben abwarf. Von den tiefen Kratern ist heute noch einer erkennbar. Die deutsche Wehrmacht hatte in ebendiesem großen zusammenhängenden Waldgebiet für den sogenannten Endkampf Schützengräben ausheben und Blockhütten errichten lassen, auch davon finden sich noch Reste.
Zwischen 1944 und 1945 hatten einige Beamte im Auftrag der noch funktionierenden Verwaltung eine erste Aufstellung von Kriegsschäden vorgenommen und Reparaturvorschläge unterbreitet, zu deren Umsetzung es wohl nicht mehr gekommen ist.

#### Widerstand
Besondere Bekanntheit erlangte Elisabeth Schmitz, die in ihrem von emigrierten Freunden erworbenes Wochenendhaus in Wandlitz politisch Verfolgte aufnahm.

#### Kriegsende im Ort
Der Krieg endete für Wandlitz mit dem Einmarsch der 1. Polnischen Infanteriedivision Tadeusz Koscinsky sowie Teilen der sowjetischen 61. Armee und des 7. Gardekavalleriekorps am 21. April 1945. In der darauffolgenden Nacht brannten sechs Häuser des Ortes nieder, darunter das 1853 errichtete Herrenhaus des Lehnschulzengutes, das unter dem Namen Annenhof zu einem Aussiedlerheim umfunktioniert worden war. Sein letzter Besitzer Konsul Schröder hatte das Heim in Emilienhof umbenennen lassen.

### Nachkriegsentwicklung und die Zeit der DDR

#### Mai 1945 bis September 1949
Die sowjetische Kommandantur besetzte das Rathaus und wies die ersten Aufräumarbeiten an. Arbeitskräfte wurden aus dem Kreis der vorhandenen Bewohner rekrutiert, wodurch die unmittelbaren Kriegsschäden bald beseitigt werden konnten. Nach den Befehlen 64 und 124 der SMAD und einer Verordnung des Landes Brandenburg vom 6. September 1945 erfolgten auch in Wandlitz zwischen 1945 und 1947 Enteignungen, die sowohl ehemalige aktive Mitglieder der NSDAP betrafen als auch begüterte Bauern oder Fabrikbesitzer und Geschäftsleute. In Wandlitz wurden 392 Hektar Land durch die Bodenreform im Besitzstand geändert, davon waren jedoch nur etwas mehr als die Hälfte Ackerflächen. Die enteigneten Nutzflächen wurden an Neubauern vergeben. Die regionale Agrarstruktur im Wandlitzer Umfeld wurde dadurch kaum verändert.
Erst langsam kamen der Ausbau von Wandlitz und die Versorgung wieder in Gang. Um 1947 ging die Verwaltung des Dorfes an einen deutschen neu gewählten Gemeindevorstand. Der Güterumschlag auf dem Bahnhof Wandlitz, die Betonherstellung und die Holzfabrikation gewannen an Bedeutung. Sehr problematisch gestaltete sich die Lebensmittelbereitstellung und Versorgung mit landwirtschaftlichen Erzeugnissen – Maschinen und Geräte waren nicht mehr vorhanden oder wegen Kraftstoff- oder Materialmangels nicht nutzbar, Zucht- und Nutzvieh sowie Saat- und Pflanzgut fehlten. Frauen und ältere Männer mussten die Bauernwirtschaften in Gang halten, weil viele Männer im Krieg gefallen waren oder sich in Gefangenschaft befanden. Die Lebensmittel wurden über die Ausgabe von Lebensmittelkarten rationiert, die erst 1958 abgeschafft werden konnten.

#### Ab Oktober 1949 – Neuausrichtung der Landwirtschaft, Bildung, Erholungswesen
Nach der Gründung der Deutschen Demokratischen Republik (DDR) 1949 richteten die Bauern eine Maschinen-Ausleih-Station (MAS) ein, um den vorhandenen Maschinenpark besser pflegen und auslasten zu können. Zwischen 1952 und 1960 setzte die Verwaltung nach sowjetischem Vorbild den Zusammenschluss der Bauernwirtschaften zu einer Landwirtschaftlichen Produktionsgenossenschaft (LPG) durch. Der Beitritt zur LPG „Frohe Zukunft“ erfolgte nicht immer freiwillig; die MAS – umbenannt in Maschinen-Traktoren-Station – wurde der LPG angegliedert.
In den Bildungsbereich wurde nun verstärkt investiert – 1951 erfolgten Erweiterungsbauten im einfachen Baustil am ehemaligen Goebbels-Landsitz am Bogensee, die zentrale FDJ-Jugendhochschule „Wilhelm Pieck“ wurde hier errichtet. Direkt in Wandlitz wurde 1956 ein Schulneubau für die Oberschule an der Prenzlauer Chaussee eingeweiht. 1960 erhielt dieses Gebäude einen Anbau für eine separate Grundschule, in der die Kinder der Funktionäre und Angestellten der nahen Waldsiedlung unterrichtet werden konnten. In der Karl-Liebknecht-Straße ließ die Gemeinde Wandlitz die Lehrersiedlung errichten. Diese 1962 bezugsfertigen ortsuntypischen zweigeschossigen Wohnblöcke liegen in einem ruhigen Siedlungsbereich, sie wurden überwiegend an Lehrer der Wandlitzer Bildungseinrichtungen und an verdiente Parteigenossen und Angestellte der Waldsiedlung vergeben. Weitere Baumaßnahmen zu DDR-Zeiten waren 1968 die Einrichtung eines Kinderhortes, 1969 bis 1972 der Bau eines Kaufhauses an der Ecke Prenzlauer Chaussee/ Thälmannstraße (frühere Stolzenhagener Straße) über dem ehemaligen Luftschutzbunker und eines Wohnblocks am Sportplatz.
Im Jahr 1958 hatte sich an der Oranienburger Chaussee im Ortskern die Bauleitung für die Waldsiedlung eingerichtet. Die in der Hinterheide (von Einheimischen auch als „Schießstände“ bekannt) entstehenden Einfamilien-Typenhäuser wurden der Wohnsitz der Politbüro-Mitglieder der staatstragenden Partei der DDR, der Sozialistischen Einheitspartei Deutschlands (SED). Das Bauland befand sich unmittelbar an der Gemarkungsgrenze der Gemeinde Wandlitz, gehörte jedoch per Grundbuch zu Bernau. Da die Siedlung aber näher an Wandlitz lag, wurde sie Waldsiedlung Wandlitz genannt, was dem Ort zu einer landesweiten Bekanntheit verhalf. Als Vorteil für den Ort stellte sich später der Bau einer südlichen Umgehungsstraße (F 273) heraus, die ab Anfang der 1970er Jahre den Ortskern von Wandlitz vom Durchgangsverkehr entlastete und die Anbindung an die Autobahn (A 11) verbesserte. Der östliche, vierspurige Abschnitt der neuen Beton-Trasse bis zur Autobahn galt als Protokollstrecke der Regierung der DDR.
Seit 1956 gab es ein Gästehaus des Ministerrates in der August-Bebel-Straße direkt im Ort, das als gelegentlicher Wohnsitz für Pjotr Abrassimow, den sowjetischen Botschafter in der DDR, diente. Nach der Fertigstellung der Waldsiedlung wurde in der Ernst-Thälmann-Straße ein zweites Gästehaus des Ministerrates eröffnet. Später entstanden ein Schulungsheim des Ministeriums für Staatssicherheit im Ort sowie einige Bungalows für dessen Mitarbeiter.

#### Wirtschaftsentwicklung zwischen 1970 und 1990
Wirtschaftlich ging es in den 1970er und 1980er Jahren wieder aufwärts. Die Nahrungsgütererzeugung wurde durch den Zusammenschluss der LPG mit Einrichtungen aus Nachbarorten bei einer Spezialisierung in Tier- und Pflanzenproduktion intensiviert. Die Wandlitzer Genossenschaft gehörte sowohl zur LPG Pflanzenproduktion Klosterfelde als auch zur LPG Tierproduktion Neues Leben Stolzenhagen. Die Mechanisierung und Einführung neuester industriemäßiger Technologien erhöhte die Arbeitsproduktivität und verringerte den manuellen Arbeitsaufwand. Betriebe aus anderen ostdeutschen Regionen kauften und bebauten Grundstücke in den verschiedenen Siedlungsbereichen des Ortes, die damit verdichtet wurden. – Große Industriebetriebe entstanden in Wandlitz nicht, dagegen konnten zahlreiche private Handwerker ihre Dienstleistungen einbringen. Zur Versorgung mit „Waren des täglichen Bedarfs“, wie es im DDR-Amtsdeutsch hieß, etablierten sich Konsum- und HO-Geschäfte in den Ortsbereichen Dorfkern, Prenzlauer Chaussee und Wandlitzsee. Weil auch die Verkehrsverbindungen in die großen Städte Berlin und Bernau durch die Eisenbahn und Busverbindungen wieder funktionierten, kam es zu einem erneuten leichten Wirtschaftsaufschwung in Wandlitz. Ein Trend zum Erwerb von Parzellen und der Errichtung von Wochenendhäusern (Bungalows) war unverkennbar. Die gesamte Entwicklung lässt sich dahingehend zusammenfassen, dass Wandlitz sowohl ein Refugium für Berliner als auch ein beliebtes Urlaubsziel von Menschen aus allen Bezirken der DDR wurde.

### Entwicklung nach 1990

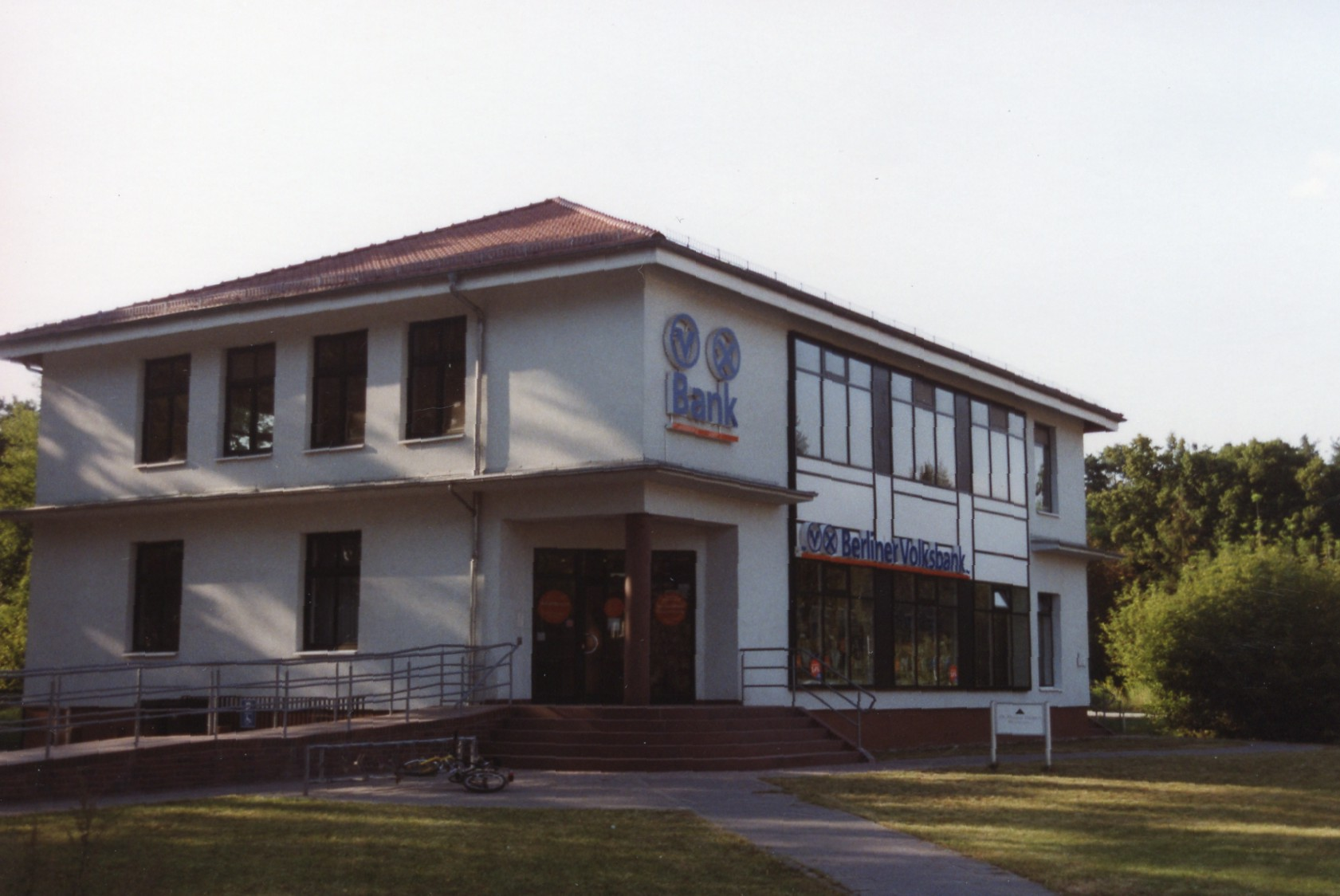
Vom Warenhaus zum Bankgebäude

#### Auflösung alter Strukturen und wirtschaftlicher Neuanfang
Mit dem Zusammenbruch der DDR verschwanden die letzten HO-Lebensmittelläden aus dem Ortsbild, im alten Dorfkern bezog ein Reisebüro die Räumlichkeiten, im Bereich Wandlitzsee wurde daraus das Geschäftshaus eines Dachdeckers. Als sich neue Lebensmittelgeschäfte durch die Handelsketten Edeka (am Bahnhof Wandlitzsee) und Netto in Wandlitz ansiedelten, zog sich auch die Konsumorganisation zurück. Der Konsum-Lebensmittelladen im Bahnhofsbereich Wandlitzsee wurde aufgegeben, nach einer kurzzeitigen Nutzung als Schuhgeschäft bezogen schließlich zwei kleinere Gaststätten einen Teilbereich, die anderen Räume werden von einer Zeitarbeitsfirma und von einem Billiganbieter genutzt. Der alte Dorfkonsum im Haus der ersten Apotheke eingerichtet, ging in Privatbesitz über und wurde in ein Wohnhaus zurückgebaut. Die Spezialgeschäfte des Konsum – das Bekleidungshaus, ein Möbelladen und ein Haushaltswarenladen – schlossen ebenfalls. Eine Bank baute das Warenhaus zu ihrer Filiale aus, der Möbelladen wurde noch einige Jahre als private Verkaufseinrichtung für Elektrowaren verwendet. Danach wurden die Flachbauten abgerissen, das Areal vergrößert und ein Investor errichtete die Gewerbeeinheit Prenzlauer Karree an dieser Stelle. Hierher kamen dann verschiedene Non-Food-Geschäfte wie ein Geschenkartikelanbieter, ein Schreibwarenladen. Der Haushaltswarenladen wurde geschlossen und das Gebäude stand einige Jahre leer. Nach dem Erwerb durch einen Privatmann wurden die Verkaufsräume zu einer Gastwirtschaft ausgebaut. Als das Postamt an der Ecke Akazienallee und die kleine Nebenstelle im Bereich Wandlitzsee geschlossen wurden, übernahmen die Besitzer des Geschenkartikelladens die Aufgaben einer Postagentur. Das stattliche Postgebäude wurde verkauft und wird zu Wohnzwecken genutzt.

#### Bauboom
Die Menschen, die aus den engen Wohnungen und dicht bebauten Kiezen der Großstadt herauswollten, erwarben Grundstücke in Wandlitz oder nutzten die Rückübertragungen für neue Wohnbauten. Der einsetzende ungeheure Bauboom ist seit Jahren ungebrochen, vor allem ziehen Gutverdiener und junge Familien hierher. Ein wichtiges Element dieser Entwicklung ist die Verbesserung der Infrastruktur: es wurden Trinkwasser- und Abwasserleitungen verlegt, zahlreiche Straßen in den Ortsbereichen wurden und werden erneuert und teilweise erstmals befestigt. Dienstleistungs- und Versorgungsangebote entwickeln sich laufend entsprechend der Nachfrage.

#### Ab 2003 – Großgemeinde Wandlitz mit Problemen
Die Zwangseingemeindung der früheren Dörfer Basdorf, Schönwalde, Schönerlinde, Stolzenhagen, Klosterfelde, Zerpenschleuse, Prenden und Lanke nach Wandlitz führte am 26. Oktober 2003 zur Entstehung der Großgemeinde Wandlitz mit rund 21.000 Einwohnern. So wurde seitens der Brandenburgischen Landesregierung die Verwaltung vereinfacht, von einem wirklichen Zusammenwachsen sind die Menschen aus den jetzigen Ortsteilen jedoch noch weit entfernt (Stand Anfang der 2020er Jahre). – Im neuen Gemeindegebiet leben etwa 70 Prozent der Bevölkerung in den Ortsteilen Wandlitz und Basdorf, alle übrigen sind abgelegen und zersiedelt. So gibt es Probleme hinsichtlich der Zusammenfassung von Schuleinrichtungen, der Kinderbetreuung, der Ausreichung von kommunalen Mitteln, um nur einige zu nennen.
Mit den neuerrichteten Dienstleistungsgebäuden (u. a. Ärztehaus und Einkaufszentrum an der Prenzlauer Chaussee/Thälmannstraße; Rathauserweiterung) und dem älteren zentralen Bereich zwischen Bahnhofsgebäude und Strandbad hat das neue Ortszentrum von Wandlitz einen stärker urbanen Charakter erhalten.
Im Jahr 2020 wurde anlässlich des 30. Jahrestages der deutschen Wiedervereinigung vom Bürgermeister Oliver Borchert eine Rotbuche als Baum des (Wiedervereinigungs-)Jahres 1990 gepflanzt, der Tradition des „Einheitsbuddelns“ folgend. Nachfolgend gab es Pflanzungen in den Ortsteilen der (Groß-)Gemeinde Wandlitz.
Anfang der 2020er Jahre kam Bewegung in den historischen Dorfkern: das lange Zeit leer stehende erste Schulhaus wurde von einer Eigenbaugenossenschaft erworben. Diese saniert das zweistöckige Gebäude und errichtet zugleich auf dem Grundstück weitere vier Einzelgebäude.

## Etymologie
Der Name Wandelitz stammt nach dem Gutachten des Sprachwissenschaftlers Jürgen Udolph zwar aus dem Slawischen, genauer aus dem Polabischen und schrieb sich dementsprechend ursprünglich Vądolica. Er bezieht sich nach Udolphs Ableitung auf das Grundwort vądol, was „Schlucht“ oder „Tal“ bedeutet und auf das Suffix -ica mit Bezug auf eine lageabhängige Ortsbezeichnung. Demzufolge bedeutet Wandlitz dann entweder
- die Bezeichnung einer ersten Siedlung in einem Tal oder einer Schlucht
- oder er leitet sich von dem See ab, der schon vorher Vądolsee, also „Talsee“, genannt wurde.

Frühere Interpretationen lauteten, dass Vandelice bedeuten solle: „Menschen, die am Wasser leben“. Dazu gibt es jedoch keine verlässliche Quelle.

## Bevölkerung
| Jahr | Einwohner |
| ---- | --------- |
| 1652 | etwa 50   |
| 1871 | 584       |
| 1875 | 654       |
| 1890 | 735       |
| 1905 | 822       |
| 1910 | 1052      |
| 1925 | 1267      |
| 1933 | 1857      |
| 1939 | 2482      |
| 1946 | 3151      |
| 1950 | 3210      |

| Jahr | Einwohner |
| ---- | --------- |
| 1964 | 3274      |
| 1971 | 3284      |
| 1981 | 3031      |
| 1985 | 2961      |
| 1989 | 3087      |
| 1990 | 2979      |
| 1991 | 2930      |
| 1992 | 3037      |
| 1993 | 3111      |
| 1994 | 3209      |
| 1995 | 3411      |

| Jahr | Einwohner |
| ---- | --------- |
| 1996 | 3553      |
| 1997 | 3810      |
| 1998 | 4120      |
| 1999 | 4303      |
| 2000 | 4547      |
| 2001 | 4649      |
| 2002 | 4731      |
| 2003 | 4789      |
| 2004 | 4904      |
| 2005 | 4993      |
| 2006 | 5224      |

| Jahr | Einwohner |
| ---- | --------- |
| 2007 | 5340      |
| 2008 | 5379      |
| 2009 | 5518      |
| 2010 | 5607      |
| 2011 | 5736      |
| 2012 | 5826      |
| 2013 | 5973      |
| 2014 | 6230      |
| 2015 | 6345      |
| 2016 | 6509      |
| 2017 | 6632      |

| Jahr | Einwohner |
| ---- | --------- |
| 2018 | 6794      |
| 2019 | 6868      |

Gebietsstand des jeweiligen Jahres
In den ersten Jahrhunderten der Existenz des Dorfes Wandlitz betrug die Zahl der Einwohner, zu denen Bauern, Büdner, Fischer und gegebenenfalls Tagelöhner gehörten, nie mehr als rund 200. Ein erster starker Schub war durch die beginnende Industrialisierung und den Ausbau des Straßennetzes zum Ende des 19. Jahrhunderts sowie die einsetzende Landflucht von Berlinern zu verzeichnen. Innerhalb von 50 Jahren verdoppelte sich die Einwohnerzahl auf rund 1200 Personen. Nach dem Ende des Zweiten Weltkriegs änderte sich die Zusammensetzung der Bevölkerung, die sich in den Zahlen nicht widerspiegelt: Großbauern und Geschäftsleute verließen den Ort, zahlreiche männliche Bewohner waren im Krieg gefallen. Dafür blieben einige der ehemaligen Zwangsarbeiter im Ort, und zahlreiche Flüchtlinge aus den früheren deutschen Ostgebieten fanden hier ein neues Zuhause, häufig auch durch Zwangseinweisungen der Behörden.
In der DDR-Zeit lag die Einwohnerzahl relativ stabil bei etwa 3000 gemeldeten Personen, im Sommer kamen zahlreiche Besitzer von Wochenendgrundstücken hinzu, die in der Statistik nicht auftauchen. Eine Besonderheit verhinderte die Ansiedlung weiterer Familien: Die deutsche Teilung und der Bau der Mauer 1961 führten dazu, dass viele in West-Berlin wohnende Eigentümer ihre Immobilien nicht nutzen konnten, aber auch nicht verkaufen wollten oder konnten. Die Grundstücke wurden häufig von der Gemeindeverwaltung nach einigen Jahren verpachtet, und die Pacht wurde über spezielle Konten den Eigentümern gutgeschrieben. Viele Flächen wurden jedoch überhaupt nicht genutzt und verwilderten. Erst nach der Wende konnten einige Alteigentümer ihre Grundstücke wieder übernehmen, es gab aber auch viele juristische Streitfälle.
Nach der deutschen Wiedervereinigung nahm die Bevölkerungszahl ein zweites Mal deutlich zu. Freie Flächen wurden und werden erschlossen und mit Villen bebaut, aus früheren Erholungsgrundstücken wurden Gärten mit Ein- oder Zweifamilienhäusern. Der Ort Wandlitz hat seine Einwohnerzahl aus den 1990er Jahren noch einmal nahezu verdoppelt. Er ist ein Bestandteil des neuen „Speckgürtels“ um die deutsche Hauptstadt geworden.

## Politik

### Ortsbeirat
| Partei / Wählergruppe             | Stimmenanteil (Prozent, 2019) | Stimmenanteil (Prozent, 2024) | Sitze (2019) | Sitze (2024)         |
| --------------------------------- | ----------------------------- | ----------------------------- | ------------ | -------------------- |
| Freie Bürgergemeinschaft Wandlitz | 24,0                          | 14,8                          | 2            | 1                    |
| BVB/Freie Wähler Wandlitz         | 19,9                          | 9,4                           | 2            | 1                    |
| Bündnis 90/Die Grünen             | 15,5                          | 6,0                           | 1            | 1                    |
| CDU                               | 12,9                          | 16,7                          | 1            | 1                    |
| Die Linke                         | 12,1                          | 7,3                           | 1            | 1                    |
| SPD                               | 7,2                           | 7,7                           | 1            | 1                    |
| EB Reinhardt                      | 5,1                           |                               | 1            | keine Einzelbewerber |
| FDP                               | 3,2                           |                               | 0            | 0                    |
| AfD                               | 0                             | 18,8                          | 0            | 1                    |
| Unabhängige Wählergemeinschaft    | 0                             | 8,3                           | -            | 1                    |
| Gesamt                            | 68,4                          | 73,4                          | 9            | 8                    |

Der Ortsbeirat des Ortsteils Wandlitz besteht aus mehreren Personen, die Gesamtzahl soll 9 betragen, sie ist aber auch wahlabhängig. Kommunalwahlen, bei denen ebenfalls die Ortsbeiräte gewählt werden, fanden 2019 statt. Die Wahlbeteiligung betrug 68,4 Prozent, es waren 5521 Personen wahlberechtigt. – Die letzte Kommunalwahl erfolgte jedoch am 9. Juni 2024 und die Wahlbeteiligung lag bei 73,4 % der Stimmberechtigten.
Der Ortsbeirat hat beratende Funktion für die Gemeindevertretung von Wandlitz bezüglich der Entscheidungen des Gremiums, die den Ortsteil Wandlitz betreffen. Einige der Vertreter des Ortsbeirates sind gleichzeitig Gemeindevertreter.

### Ortsvorsteher
Die ersten gewählten Vertreter der Bewohner, die sich um die Geschicke des Ortes kümmerten, waren die Schulzen oder Lehnschulzen, die dieses Amt ehrenhalber ausübten. Später wurden die Amtspersonen Gemeindevorsteher genannt. In der NS-Zeit wurden daraus die hauptamtlichen Bürgermeister, die es bis 2003 gab. Durch die Fusion der neun ehemaligen Dörfer der Umgebung zur Großgemeinde Wandlitz wechselte die Bezeichnung zunächst zu Ortsteilbürgermeister, ab 2008 zu Ortsvorsteher. Er tritt als Mittler zwischen den Angelegenheiten des Ortsteils und der Wandlitzer Gemeindeverwaltung auf und ist gleichzeitig dort Mitglied.
Zwischen 2008 und 2018 nahm Ingo Musewald (Freie Bürgergemeinschaft Wandlitz) dieses Amt wahr, ihm folgte Oliver Borchert. Mit dessen Wahl zum Bürgermeister der Gemeinde Wandlitz im Mai 2019 ging das Amt nun an Peter Dudynka, ebenfalls Mitglied der Vereinigung Freie Bürgergemeinschaft Wandlitz und zugleich Pfarrer der katholischen Kirche St. Konrad. Er wurde nach der Kommunalwahl 2024 von Jürgen Hinze als Ortsvorsteher abgelöst.

### Wappen
Bereits in früheren Jahrhunderten nutzte das Dorf Wandlitz ein eigenes Wappen. In einem spitz zulaufenden Wappenschild befand sich in einem eingeschriebenen auf der Spitze stehenden Dreieck ein Ring, gebildet aus silbernen Fischen. In seinem Inneren war die symbolisierte Dorfkirche auf dem Rücken eines Fisches dargestellt. Unter dem Fischring war in der Spitze des Dreiecks auf grünem Grund eine Dreier-Kornähre eingezeichnet. Auf der oberen geraden Seite des Dreiecks war der Schriftzug Wandlitz in Versalien zu lesen. Die Schrift, die Umrandung des Wappenschilds und der Rand des Dreiecks waren in grün ausgeführt.
Bis zur Fusionierung der früheren selbstständigen Dörfer benutzte Wandlitz ein mehr durchgestyltes Wappen (siehe Bild). Die Darstellung nimmt Bezug auf die Landwirtschaft (Kornähre), die Fischerei (Fische in blau/weiß), die umgebenden Wälder (Eichenblatt) und zeigt die stilisierte Dorfkirche über dem Buchstaben „W“. Offizielle Verwendung findet es seitdem nicht mehr, wird jedoch von örtlichen Vereinen benutzt oder an einigen Bauwerken gezeigt, wie beispielsweise am Bahnhof Wandlitzsee.

### Ortspartnerschaften
- La Ferrière, Frankreich: Partnerschaftsvertrag vom Mai 1997
- Trzebiatów (dt. Treptow an der Rega), Polen
- Gladbeck, Nordrhein-Westfalen
- Makariv, Ukraine: seit 2022[54]

Die (ersten) vier Partnerschaften wurden nach der Wende geschlossen, sie gingen mit dem Zusammenschluss zur Großgemeinde Wandlitz auf diesen Bereich, also auch auf die anderen Ortsteile der Gemeinde, über. – Die Partnerschaft mit Makariv entwickelte sich aus ersten Hilfsmaßnahmen für die Ukraine im Zusammenhang mit dem Angriffskrieg Russlands auf das Land.

## Öffentliche Einrichtungen

### Rathaus
Hier ist in erster Linie das Rathaus als Sitz der Gemeindeverwaltung zu nennen, hervorgegangen aus einem 1908 errichteten privaten Gebäude, das zwischen 1920 und 1932 als Hotel diente. Nach der Wende erhielt die straßenabgewandte Seite einen Anbau. Nach Entwürfen von Hinrich Baller wurde ein zur Prenzlauer Chaussee hinausgehender Raum jugendstilartig gestaltet und bekam einen gesonderten Treppenzugang, er dient seitdem als Standesamt. Einzelne Verwaltungsbereiche wie das Bauamt oder die von der Gemeinde unterhaltene Bibliothek sind in anderen Gebäuden wie dem Bahnhofsgebäude Wandlitzsee untergebracht. Für einen Rathaus-Neubau neben dem bisherigen Ratsgebäude erfolgte 2010 ein Architektenwettbewerb, den das Büro Seidl & Lahn aus Falkensee gewonnen hatte. Zwischen 2010 und 2013 errichtete die Gemeindeverwaltung nach diesem Entwurf einen modernen Anbau, der mit einem Übergang in der ersten Etage mit dem alten Rathaus verbunden ist. In das Erdgeschoss des Neubaus zog unter anderem die Gemeindebibliothek.

### Polizei und Feuerwehr

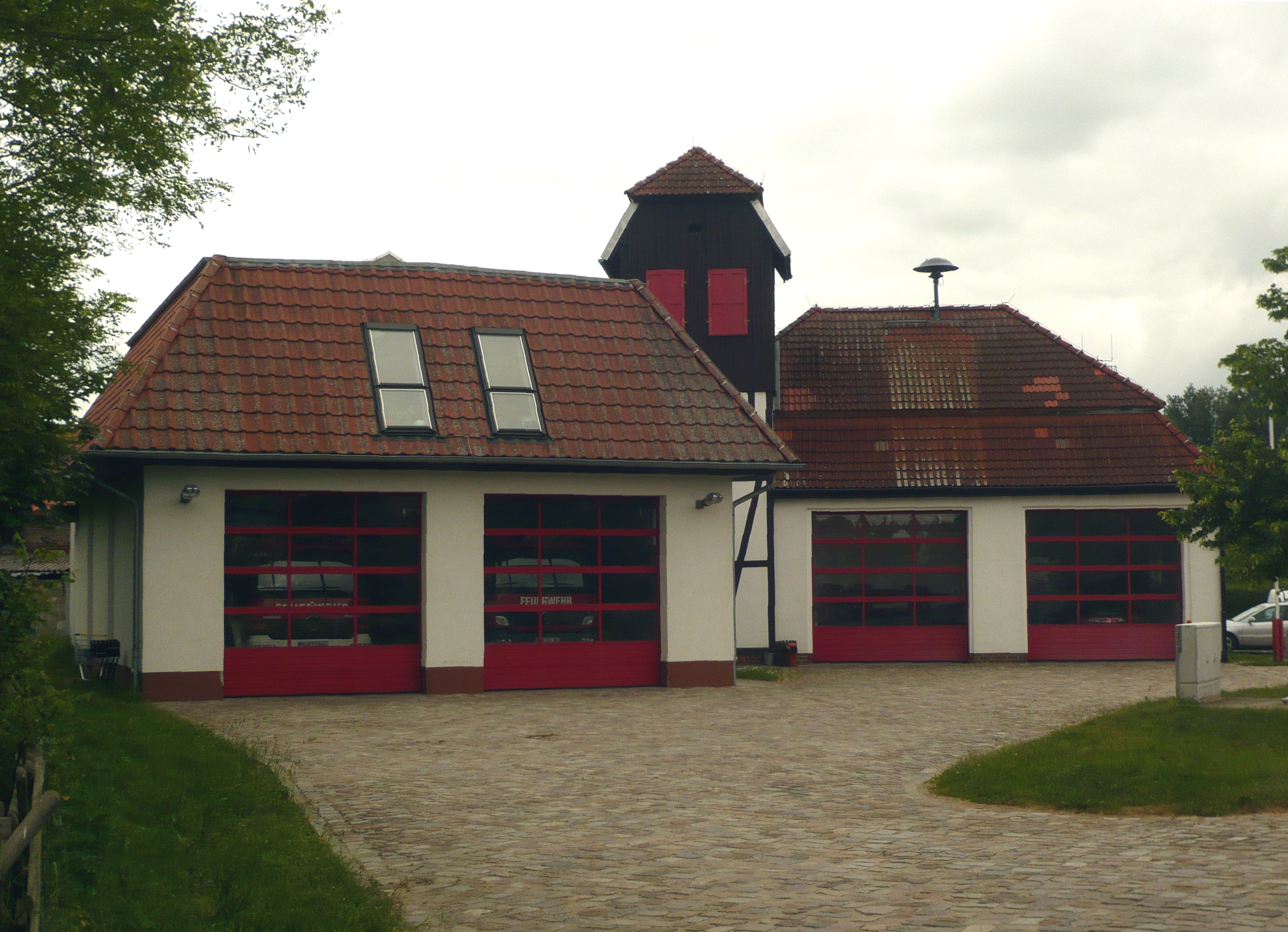
Gebäude der Freiwilligen Feuerwehr im alten Dorfkern

Der zuständige Polizeiposten befindet sich im Nachbarort Basdorf (Prenzlauer Straße 66). Zu DDR-Zeiten gab es im Ortsteil Wandlitzsee einen Kontaktbereichsbeamten.
Als das Dorf sich intensiv ausdehnte und immer mehr Handwerker zuzogen, rief die Gemeindeverwaltung zur Gründung einer Freiwilligen Feuerwehr auf. 24 Männer des Dorfes trafen sich am 27. Juni 1911 im Dorfkrug Goldener Löwe und erklärten sich zum freiwilligen Löscheinsatz bereit. Eine erste Handdruckspritze wurde angeschafft, die anfangs von Pferden gezogen wurde. Erst im Laufe der Jahrzehnte konnte weitere Technik dazu gekauft werden und der Aufgabenbereich wurde von Löschaktionen auf Verkehrsunfallhilfe, Höhenrettung und sogar Wasserrettung ausgedehnt. Im Jahr 2000 erhielt die Feuerwehr einen Erweiterungsbau im Dorf Wandlitz, der unmittelbar an die beiden denkmalgeschützten Baukörper der Freiwilligen Feuerwehr Wandlitz angefügt wurde. Drei Fahrzeuge, davon zwei Löschzüge mit Drehleitern und ein Mannschaftstransportfahrzeug, stehen den insgesamt 25 aktiven Feuerwehrmännern zur Verfügung (Stand 2011). Ein im Jahr 2011 ausgemustertes Mannschaftstransportfahrzeug wurde von den Kameraden der Freiwilligen Feuerwehr an die Wandlitzer Partnerstadt Trzebiatów übergeben, wo es wieder technisch flott gemacht wird. Eine 1985 gegründete Historikgruppe der Feuerwehr bewahrt alte Gerätschaften und historische Kleidung und präsentiert beides auf verschiedenen regionalen Veranstaltungen.

### Bibliothek
Eine erste Dorfbücherei entwickelte sich zu Beginn des 20. Jahrhunderts, die in der Verantwortung der Pfarrgemeinde betrieben wurde. Nach dem Zweiten Weltkrieg konnten die Bestände in ein eigenes Gebäude in den Ortsbereich Wandlitzsee ausgelagert werden. Hier gab es neben der (kostenlosen) Ausleihmöglichkeit einen Lesesaal. Das Haus war eine umgenutzte Baracke, die in den 1940er Jahren entweder für den Volkssturm errichtet worden sein soll oder als Verwaltung für das Zwangsarbeiterlager diente. Diese Bibliothek befand sich an der Prenzlauer Chaussee. Nach deren Abriss im Jahre 1992 stellte die Gemeindeverwaltung ein weiteres älteres Gebäude im Bereich des Güterbahnhofs Wandlitz zur Verfügung. Ab 1995 zog die Bibliothek wieder nach Wandlitzsee und nutzte bis 2013 Räume im Obergeschoss des Bahnhofsgebäudes (Adresse Bahnhofsplatz 1); insgesamt standen rund 200 m² Nutzfläche zur Verfügung. – Durch die Bildung der Großgemeinde wurden die in den übrigen bisher selbstständigen Dörfern vorhandenen Bibliotheken zusammengelegt, die Lese- beziehungsweise Ausleihmöglichkeiten der Bürger verbesserten sich enorm. Besonders bedeutsam waren die Anschaffung von Arbeitsplatzrechnern, zusammen mit einem digitalen Ausleihsystem und der Anschluss an das Internet. Vier Dorfbüchereien wurden als Filialen erhalten und ebenfalls modern ausgestattet. Die Bibliothekmitarbeiter organisieren darüber hinaus Lesungen oder Führungen durch die Einrichtung. Aktuell verfügt die Bibliothek über 40.000 Medien, dazu zählen Bücher und Broschüren, Bild- und Tonträger, Zeitungen und Zeitschriften. Die Zahl der jährlichen Ausleihen liegt weit über 20.000.
Mit dem Rathauserweiterungsbau im Jahr 2013 erhielt die Bibliothek erstmals Räumlichkeiten, die ihre Bedingungen voll berücksichtigen und barrierefrei zugängig sind. Die Bibliotheksarbeit wird durch die Gemeindekasse finanziert; kleinere Zuschüsse entstehen durch die kostenpflichtige Nutzung und durch Verspätungsgebühren.

### Kinderbetreuungseinrichtungen im Ortsteil
In kommunaler Verantwortung befindet sich die Kindertagesstätte (Kita) Pusteblume im Ortsbereich Wandlitzsee (Thälmannstraße 95/97 und 103), deren Träger die AWO Bernau ist. Die Einrichtung bietet nach Abschluss von Erweiterungsbauten im Frühjahr 2011 Platz für 233 Kinder in den Altersgruppen Krippe (bis drei Jahre) und Kindergarten (drei bis sechs Jahre). Die Betreuung durch staatlich anerkannte Erzieher und Heilpädagogen erfolgt nach den „Grundsätzen der elementaren Bildung“ durch Ansprechen der gesamten Sinnesentwicklung der Kinder.
Im Ortsbereich Wandlitzsee befindet sich hinter dem Conradium, dem Mehrgenerationenhaus, eine Montessori-Kita.
Die im Ortsteil vorhandenen Grundschulen unterhalten Schulhorte für die nachmittägliche Betreuung der jüngeren Kinder.
Weitere Angebote zur privaten Kinderbetreuung komplettieren die Wandlitzer Unterstützung für berufstätige Eltern.

### Schulen

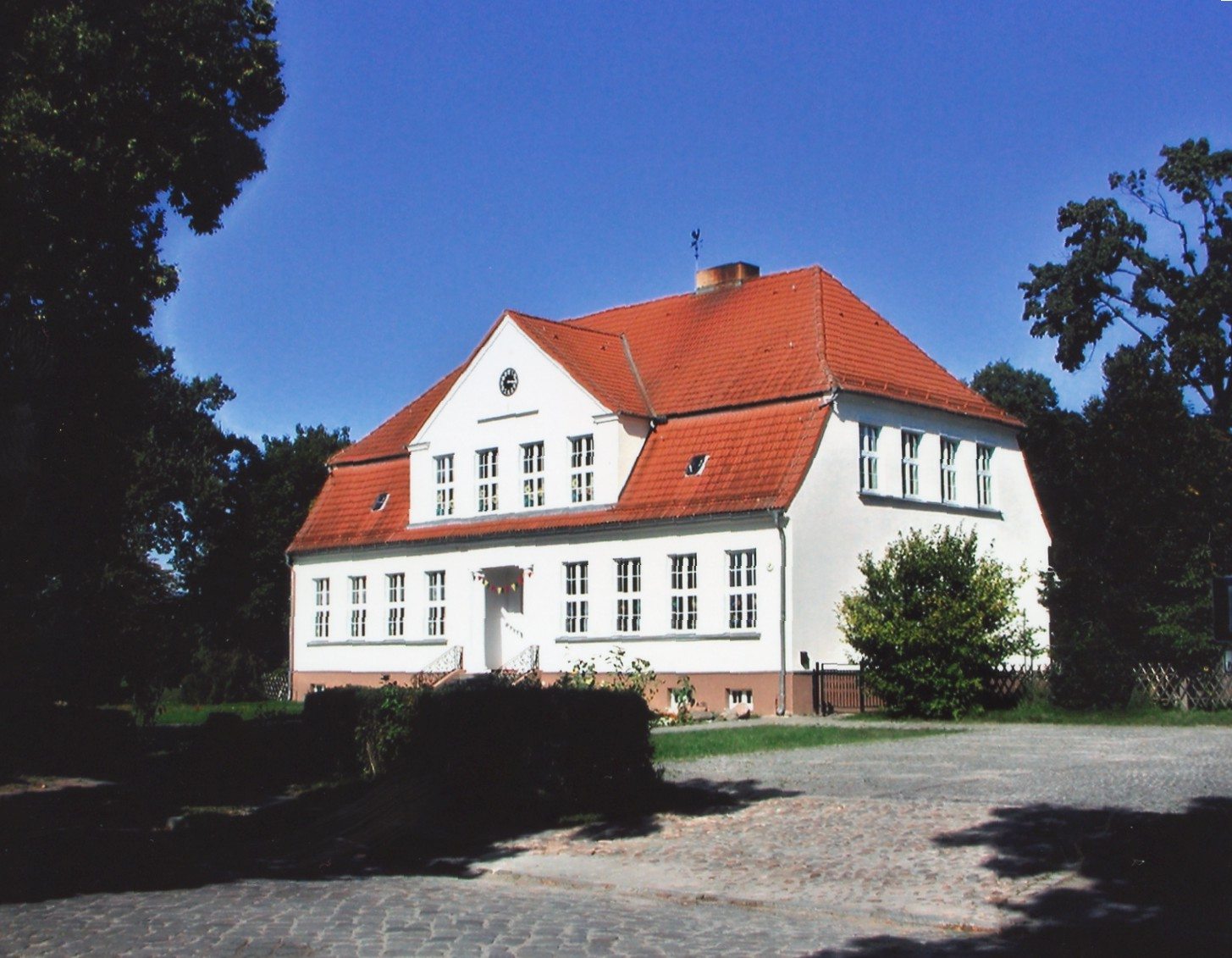
Erste kommunale Schule aus dem Jahr 1912 im Dorfkern

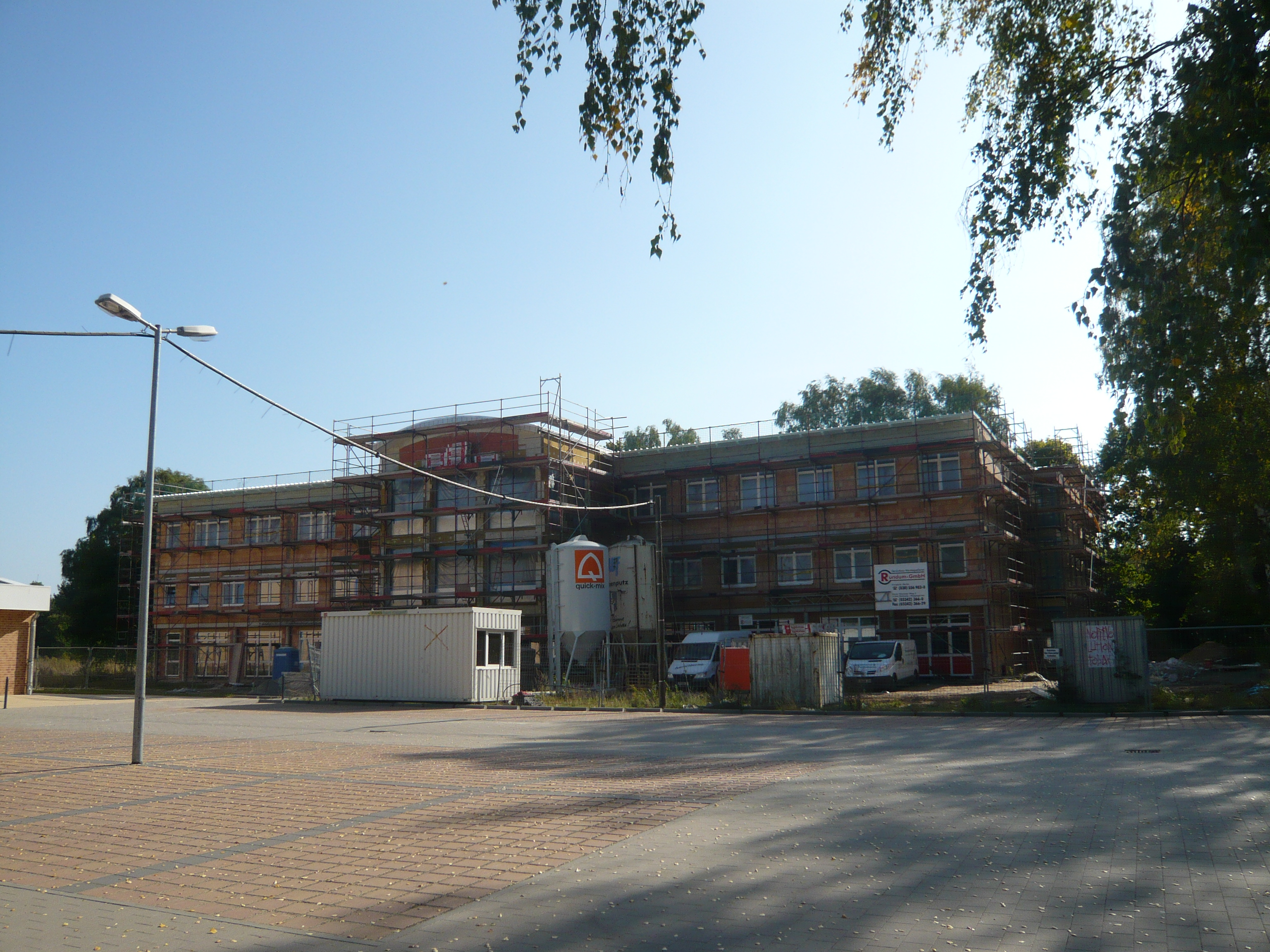
Neue Grundschule im Bau, Sommer 2009

#### Erste Gemeindeschulen im 19. und 20. Jahrhundert
In Wandlitz (Dorf) wurde 1835 die erste kirchliche Gemeindeschule eröffnet, die in den 1940er Jahren als Unterkunft für Gastarbeiter und später für Flüchtlinge diente.
Ein weiteres zweigeschossiges Schulgebäude ließ der Ortsvorstand bis 1912 im Zusammenhang mit dem Bau der neuen Hauptstraße durch das Dorf (nach 1945 Breitscheidstraße) errichten. Das in den 1990er Jahren voll restaurierte Gebäude diente nach dem Ende des Zweiten Weltkriegs anderweitigen Zwecken, sodass im Siedlungsgebiet Prenzlauer Chaussee neben dem späteren Rathaus eine in den 1940er Jahren errichtete Baracke umgenutzt wurde, um dort Schulunterricht für die Schüler des Ortes durchführen zu können.
Die historische kommunale Schule wurde nach 1990 umgebaut und dient zusammen mit einem benachbarten Neubau als Zentrum für das Agrarmuseum und für die Verwaltung des Naturparks Barnim.

#### Neue Schulgebäude an der Prenzlauer Chaussee 1953 und 2008
Für die Schulgebäude an der Prenzlauer Chaussee, in denen eine Grundschule und ein Gymnasium untergebracht waren, wurde der Grundstein am 8. Mai 1953 gelegt. Ende des Jahres 1955 konnten dort die ersten Räume bezogen werden, die zuerst genutzte Baracke wurde zur Gemeindebibliothek umfunktioniert. Nach Fertigstellung der Turnhalle 1956 und der Aula 1957 fanden die Arbeiten an dem Gebäudekomplex 1961 mit einem Erweiterungsbau sowie dem Bau einer modernen Sporthalle wegen der Aufnahme der Kinder aus der Waldsiedlung ihren Abschluss. In diesem Schulgebäude steht seit seiner baulichen Erweiterung auch eine kleine Bronzeskulptur − Geschwisterpaar −, gefertigt vom Bildhauer Ludwig Engelhardt.
Die Grundschule der Klassenstufen 1 bis 6 hatte im Jahr 2008 (Stand: 5. Juli 2008) 15 Klassen mit 361 Schülern. Das entspricht einer Klassenfrequenz von 24 Schülern pro Klasse. An der Grundschule waren 19 Lehrer beschäftigt. Das Gymnasium, Klassenstufen 7 bis 13, hatte im selben Jahr 579 Schüler in acht Klassen, bei einer Klassenfrequenz von 29 Schülern pro Klasse, sowie in einem Kurssystem. Die 52 Lehrer des Gymnasiums führten die Abiturienten in den Prüfungen zu einem Notendurchschnitt (Notenskala 1 bis 6) im Fach Deutsch von 2,7 (Landesdurchschnitt: 2,6) und im Fach Mathematik von 3,8 (Landesdurchschnitt: 3,2).
Im Juni 2008 erfolgte der symbolische erste Spatenstich für den 2007 beschlossenen Neubau einer Grundschule an der Prenzlauer Chaussee. Der Architekt Karl-Heinz Blechinger hatte ein dreigeschossiges Gebäude mit zwei Seitenflügeln und einem Pultdach entworfen. Die neue Schule ist für 330 Kinder ausgelegt, die in 15 Klassenräumen und 6 Fachkabinetten unterrichtet werden können. Die Baukosten wurden mit 5 Mio. Euro angegeben und waren die bis dahin größte Investition der Gemeinde. Am 19. Mai 2009 wurde das Richtfest gefeiert und im Februar 2010 konnten bereits Schüler und Lehrer einziehen. Das neue dreigeschossige Gebäude ist 60 Meter lang, besitzt einen betonten Mitteltrakt mit Atrium und zwei symmetrische Seitenflügel. Es ist barrierefrei. Am 23. April 2010 erhielt die Schulleiterin, Marina Gläser, aus den Händen des Bürgermeisters Udo Tiepelmann den symbolischen Goldenen Schlüssel. Mit diesem Tag der offenen Tür erfolgte die offizielle Einweihung des neuen Gebäudes. Die früheren Schulbauten auf der anderen Seite der Prenzlauer Chaussee gehören seitdem vollständig zum Gymnasium Wandlitz.

#### Berufsfachschule in der Nibelungensiedlung und ihre mehrfache Umnutzung
Neben den beiden Schulen gab es an der Bernauer Chaussee als Bildungseinrichtung das OSZ I Barnim, zu welchem eine Fachschule für Sozialwesen und eine Berufsfachschule für soziale Berufe gehörten, die aus dem ehemaligen Schul- und Ferienobjekt der DEWAG-Werbung hervorgegangen sind. – Im Sommer 2010 wurde der Standort Wandlitz des OSZ I Barnim geschlossen, seit dem Schuljahr 2010/2011 ist die Abteilung Sozialwesen am Hauptstandort des OSZ in Bernau-Waldfrieden, Hans-Wittwer-Straße 7, zu finden. Diese Schule wird vom Landkreis Barnim getragen. Die Gebäude an der Bernauer Chaussee standen bis Ende 2012 leer. Seit Januar 2013 dienen sie nach einigen Umbauarbeiten als Asylbewerberheim für zunächst 25 Personen. Der Landkreis beabsichtigt nicht, die Kapazität von 82 Plätzen voll auszunutzen, er will bis zu 50 Personen im Wandlitzer Asylbewerberheim unterbringen.

#### Landschulheim
An der Kreuzung Breitscheidstraße / Langer Grund befindet sich eine weitere ehemalige Bildungseinrichtung – ein Landschulheim. Hier wurden vor allem in den Ferien Kurse für Schulkinder abgehalten, denen das praktische Landleben nahegebracht wurde. Haus und umgebender Garten mussten 2004 wegen fehlender Mittelbereitstellung aufgegeben werden und wurden anschließend an einen Privatmann verkauft.

### Friedhof

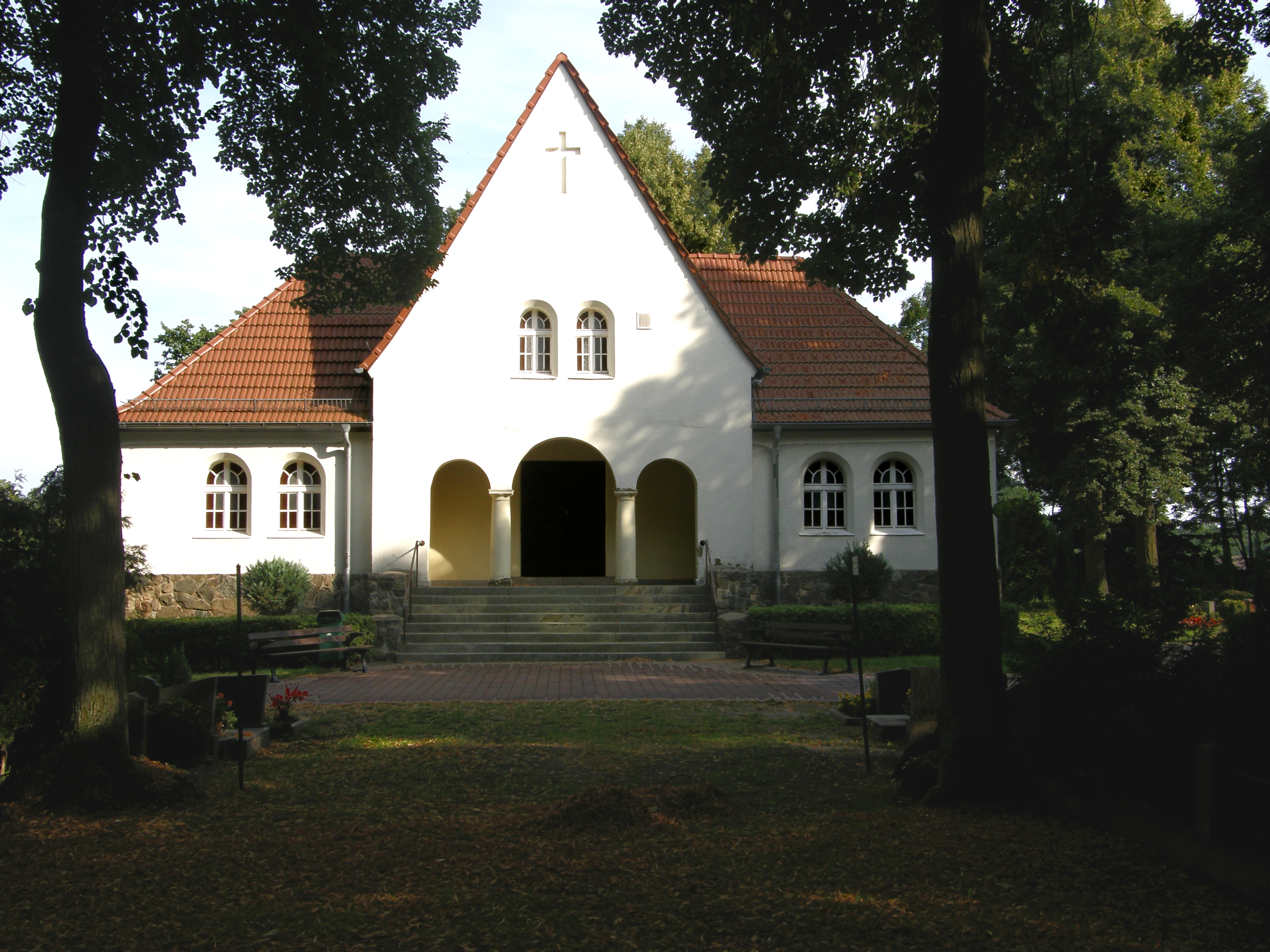
Friedhofskapelle Wandlitz

Der kommunale Friedhof liegt an der Karl-Liebknecht-Straße. Er wurde 1913 anstelle des Kirchgartens um die Dorfkirche angelegt und umfasst ein Areal von rund 18.000 m². Auf dem Gelände steht eine Friedhofskapelle, um 1920 errichtet und Anfang des 21. Jahrhunderts saniert. Außer den Gräbern für ehemalige Wandlitzer Bürger befinden sich hier seit Frühjahr 2010 zwei Ehrengrabstätten für Bruno Landau (1875–1965), der im Ort Wandlitz zwischen 1901 und 1937 als Landarzt praktizierte, sowie für Karl Schweitzer (* 1886 in Schönerlinde; † 1942) und dessen Frau Hedwig (1894–1983). Weitere Persönlichkeiten, die im Laufe der Geschichte für das Gemeinwohl tätig waren, sind hier beigesetzt, beispielsweise Kurt Rothe („Der dicke Kurt“; 1906–1964) oder die Gastwirtsfamilie Schmidt („Liepnitz-Schmidt“).
(52° 44′ 48,6″ N, 13° 27′ 14,4″ O)

## Kultur und Sehenswürdigkeiten

### Museum, Kulturhaus, Künstlerateliers
- Eines der kulturellen Angebote des Ortsteils ist das Barnim Panorama, aus dem Agrarmuseum in Wandlitz-Dorf hervorgegangen. Den Grundstock für die inzwischen über die Brandenburger Landesgrenzen hinaus bekannte Sammlung legte der Wandlitzer Meiereibesitzer Walter Blankenburg, der in den frühen 1950er Jahren die erste Heimatstube eröffnet hatte. Daraus entwickelte sich das Agrarmuseum, das die Wende überstand. Im Jahr 2013 erhielt die Einrichtung einen kompletten Neubau, in dem die rund 3000 Exponate präsentiert werden. Der Komplex aus Museum und dem Barnim Naturzentrum ist unter Einbeziehung des denkmalgeschützten Schulgebäudes in Form eines historischen Vierseithofs entstanden. Der Landkreis Barnim, dem das Museum gehört, hatte sich verpflichtet, durch Betriebskostenzuschüsse den Erhalt des Museums bis mindestens zum Jahr 2022 zu sichern.[73]

- Der Ort Wandlitz besaß in der Vergangenheit kein eigenes Kulturhaus. Für Großveranstaltungen diente die Aula der in den 1960er Jahren erbauten Schule an der Prenzlauer Chaussee. Um das Jahr 2000 beschloss die Gemeindeverwaltung die Sanierung und Neunutzung des historischen Dorfkrugs, der Gaststätte Goldener Löwe. Für den denkmalgeschützten Bau wurde ein Betreiber gefunden, der seit 2008 die verschiedensten Kulturveranstaltungen mitten im alten Dorfkern organisiert. Das Gebäude firmiert nun als Kulturbühne Wandlitz; es kann neben öffentlichen Veranstaltungen auch für Privatfeiern genutzt werden.[74]

- In den Siedlungsbereichen Kehlheide, Lanker Weg, Rahmer See und Wandlitzsee befinden sich Ateliers von Glas- und Keramikkünstlern. Darunter sind namhafte Künstler wie Jürgen Boberg und Jab Durieux (Malerei, Fotografik; Thälmannstraße 17), Otger Bultmann (Malerei, Grafik, Collagen; Waldpromenade 13), Galerie Hollebusch/ Annelie Grund (Gläserne Bilder, Objekte; Lanker Weg 4), Peggy Wulff und Christina Muchow (Keramik, Textilgestaltung; Richard-Wagner-Straße 5a) sowie Die Kunstwerkstatt von Frauke Lohr (An den Heidebergen 6). Die Keramik- und Glasateliers werben mit einigen im Freien aufgestellten Werken für ihre Kunstsalons. Bei einem jährlichen Tag der offenen Tür im November haben Besucher die Möglichkeit zu persönlichen Gesprächen mit den Künstlern, Kennenlernen der Arbeiten oder Kauf von künstlerischen Erzeugnissen.

### Musik und Tanz
Im Ortsteil Wandlitz gibt es seit 1999 den Chor Jubilate e. V., die Original Wandlitzer Musikanten e. V., einen im Januar 2009 gegründeten Kinderchor (in dem Kinder zwischen fünf und 10 Jahren mitwirken und der sich regelmäßig im Gemeindehaus der evangelischen Dorfkirche Wandlitz trifft) sowie den Shanty Chor. Alle treten regelmäßig zu Kulturveranstaltungen auch außerhalb der Gemeinde auf. Den Shanty-Chor gründeten Laiensänger am 10. April 2014. Zu nennen sind außerdem der einzige deutsche Bauchtänzer Sven Kienlein (siehe Persönlichkeiten, die im Ort leben oder mit ihm verbunden sind) und Nicola Kripylo (* 1997), die beim Bundeswettbewerb Jugend musiziert im Jahr 2010 den ersten Platz im Bereich Pop-Musik belegte. Der Tanzclub Wandlitz vervollständigt schließlich die Möglichkeiten dieses Genres.

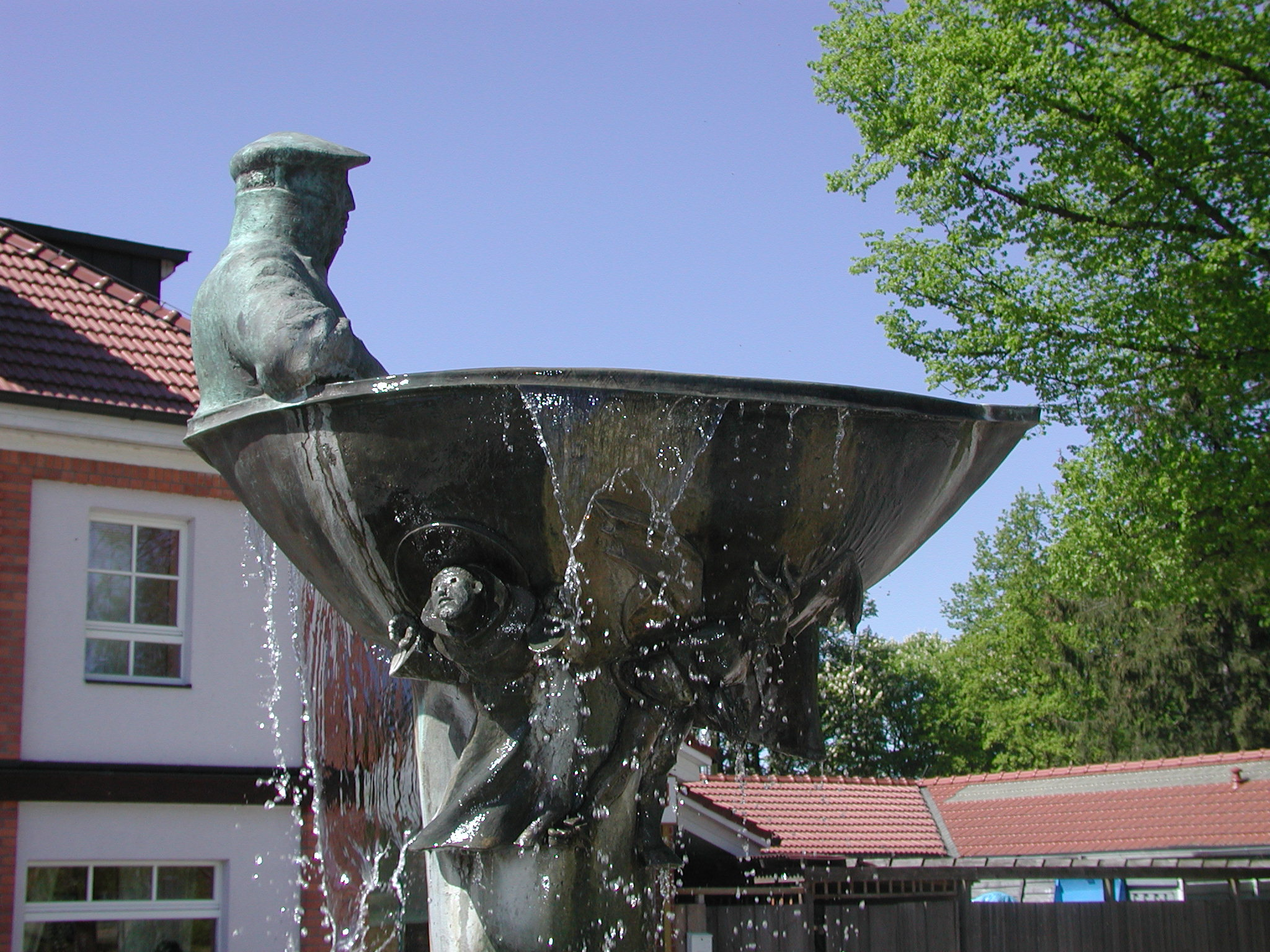
Fischerbrunnen

### Brunnen
Am 1. Juli 2000 wurde vor dem Strandrestaurant am Wandlitzer See der Fischerbrunnen des Berliner Künstlers Michael Klein eingeweiht. Die Skulpturen und das Brunnenbecken wurden im Frühjahr 2014 durch eine Kunstgießerei aus Altlandsberg bei Berlin überarbeitet, weil der Künstler einen Hilferuf veröffentlicht hatte – alles war wegen Verkalkung unansehnlich und nicht mehr voll funktionsfähig. Ein Pflegevertrag mit dieser Metallwerkstatt sorgt dafür, dass solche Arbeiten seither regelmäßig stattfinden.
Als Brunnen im weiteren Sinne kann auch der im Jahre 2007 im Park am Wandlitzer See aufgestellte Wasserscheidestein bezeichnet werden, siehe Abschnitt Naturraum.

### Weitere Kunst

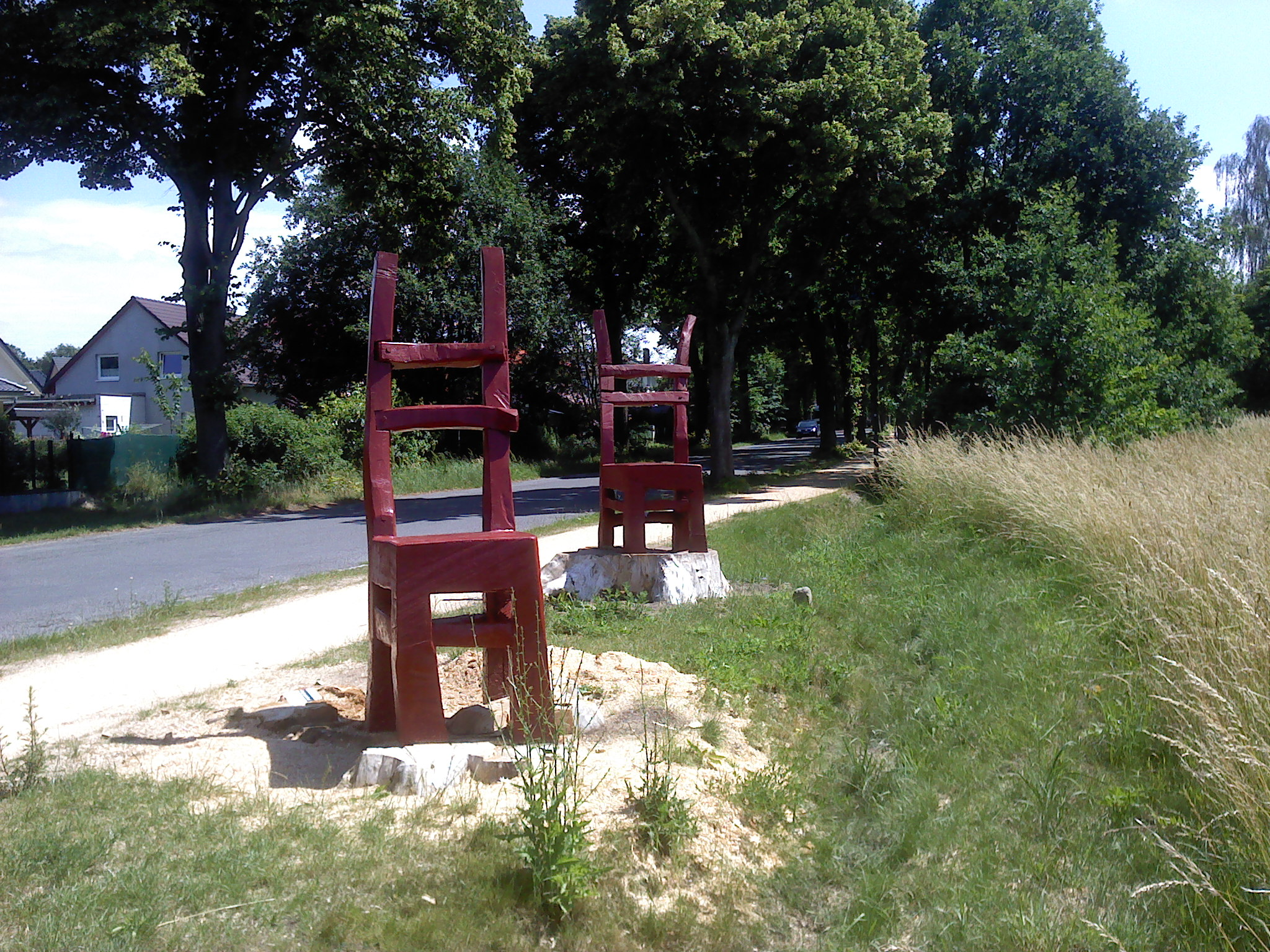
Stühle, zeitweiliges monolithisch gearbeitetes Kunstwerk nach der Fällung von großen Straßenbäumen, 2024 nicht mehr vorhanden

Zwischen 1975 und Frühjahr 2008 stand vor dem Agrarmuseum Wandlitz die Bronzestatue Die Bäuerin. Diese in den 1960er Jahren von Walter Arnold geschaffene Plastik ist eine Dauerleihgabe der Berliner Nationalgalerie. Seit 2008 war sie eingelagert und wurde nach Fertigstellung des Museumsneubaus an Berlin zurückgegeben. Offenbar gah es keine Einigung, denn ursprünglich war vorgesehen, sie vor dem Neubau wieder aufzustellen.
Auf dem Parkplatz vor dem Restaurant El Gaucho steht ein aus Baumstämmen herausgearbeitetes abstraktes Figurenpaar.
Im Foyer des Rathauses gibt es seit Anfang 2007 einen hölzernen Delfin, der von Hans-Dieter Deja angefertigt wurde.
Ein Beton-Relief mit Darstellungen aus dem Alltag der 1970er Jahre befindet sich am Eingang des Gymnasiums in der Prenzlauer Chaussee. Das vorgelagerte flache Gebäude wurde von Schülern mit einem großflächigen Fassadenbild zum Thema Pace (Frieden) gestaltet.
Im Ortsteil Wandlitzsee weist ein Kosmetiksalon mittels eines individuell gestalteten Buddy-Bären auf seine Dienstleistung hin. Ebenfalls einen Buddy Bear hat die Leitung des Hotels Seeterrassen an der Straße aufstellen lassen.

### Kirchen
Die Fundamente der evangelischen (Dorf-)Kirche in Wandlitz stammen aus der Zeit der Entstehung des ersten Dorfes im 13. Jahrhundert. Der schlichte Bau im spätromanischen Stil wurde in den folgenden Jahrhunderten stetig verändert. Das nun vorhandene denkmalgeschützte Kirchengebäude ist dem Frühbarock zuzuordnen. Die Kirchenglocke erhielt einen gesonderten Standort auf dem Kirchhof. Zu Beginn des 21. Jahrhunderts erfolgten Sanierungsarbeiten am hölzernen Tragwerk des Kirchenhauptgebäudes und im Inneren des Gotteshauses.

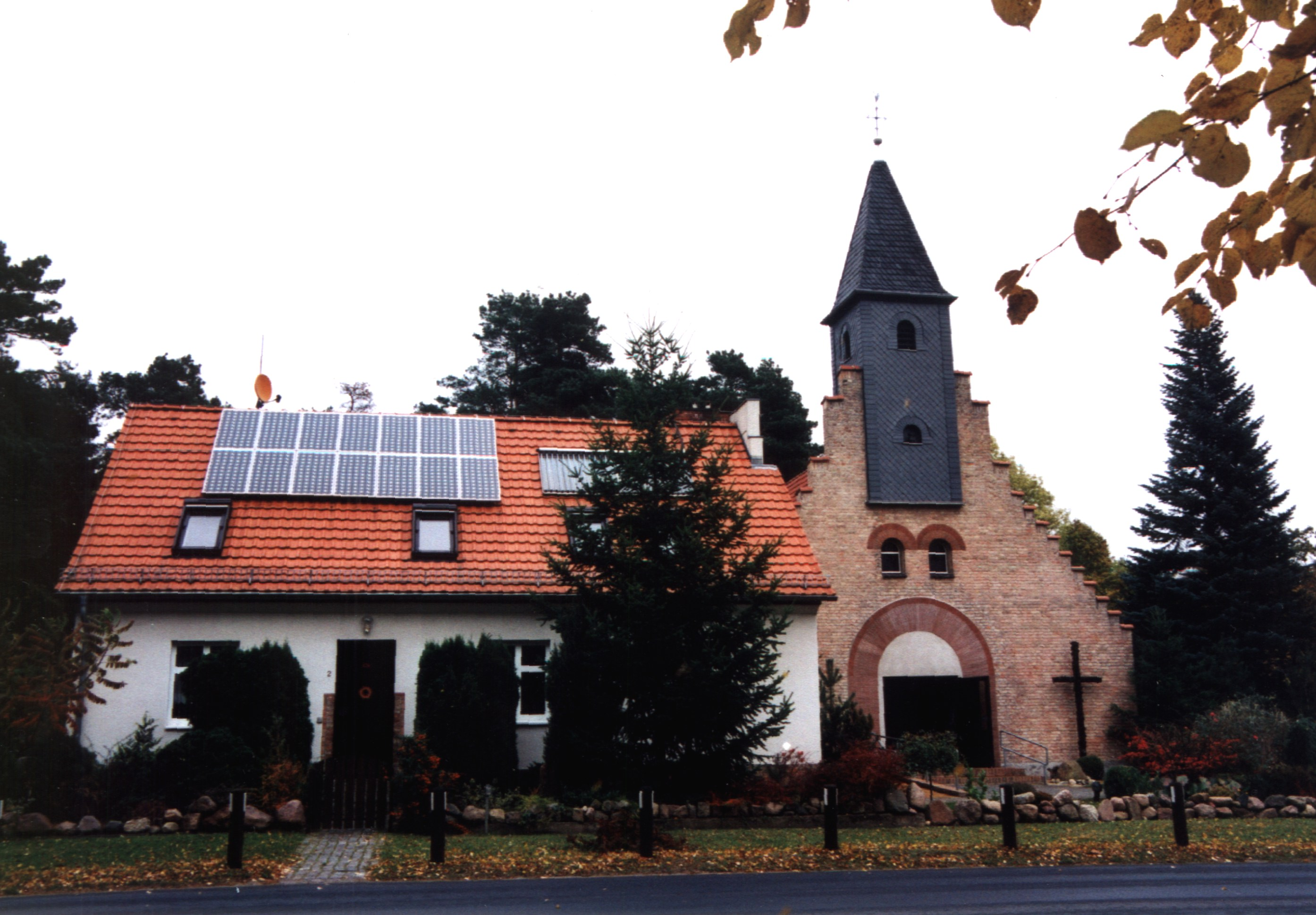
Kath. Kirche St. Konrad mit Pfarrhaus

Die katholische Kirche St. Konrad befindet sich im Ortsteil Wandlitzsee. Sie wurde zwischen 1936 und 1937 unter dem Baumeister Carl Kühn errichtet. Die Kirche hatte bei der Einweihung zwei Bronzeglocken, von denen die größere gegen Ende des Zweiten Weltkrieges zur Produktion von Kriegsgerät abgeliefert werden musste. 1972 erfolgte eine vereinfachte Innenraumgestaltung, zwischen 1996 und 2007 wurden mehrfach Umbauten und Ergänzungen vorgenommen. Durch anonyme Spender wurden der Nachguss einer zweiten Glocke, der Einbau einer Lautsprecheranlage und einer elektrischen Läuteanlage im Jahre 2007 ermöglicht.

### Denkmale

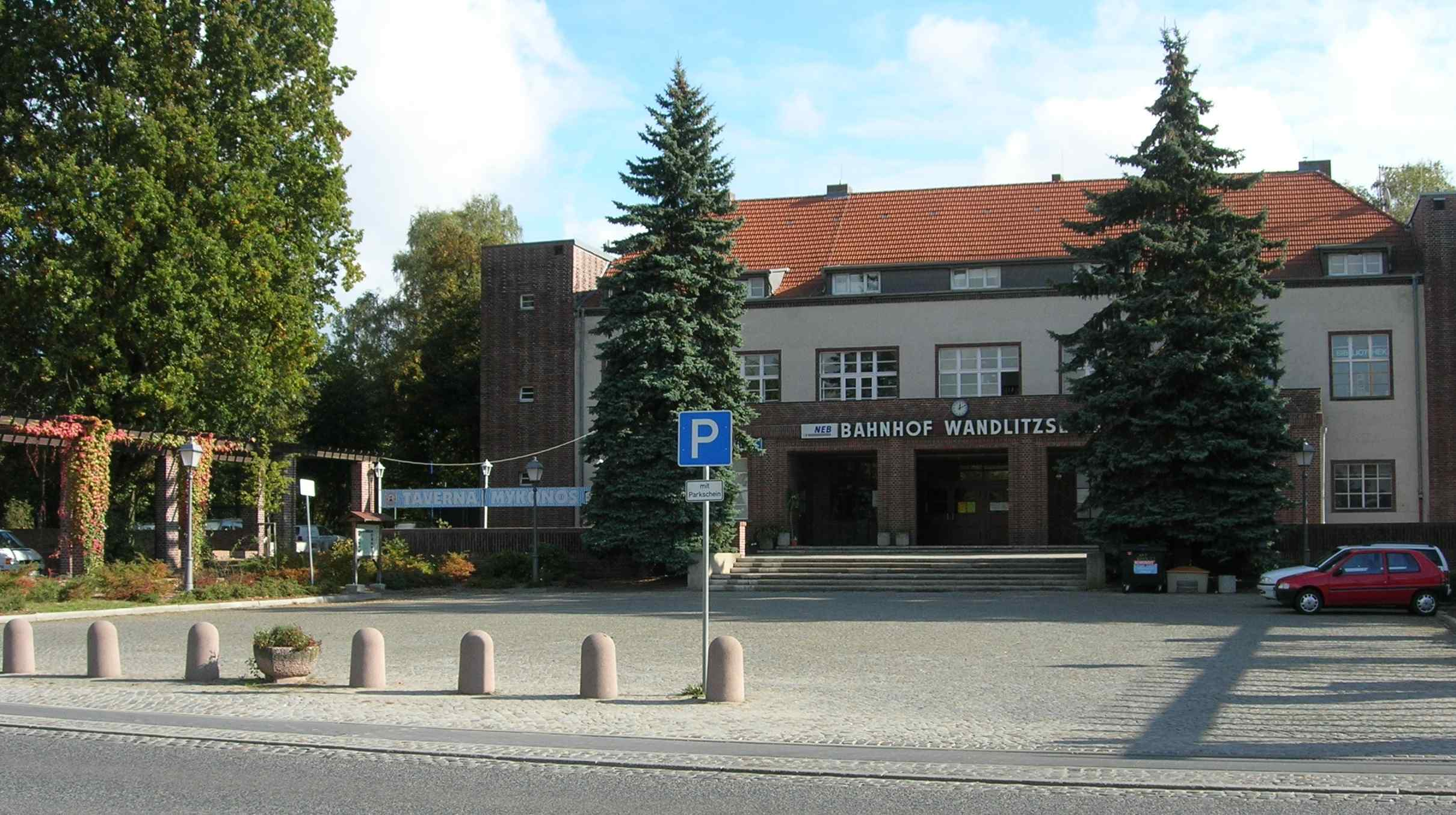
Bahnhofskomplex Wandlitzsee

- In den verschiedenen Siedlungsbereichen von Wandlitz gibt es zahlreiche Bau-, Boden- und Naturdenkmale. Die insgesamt 13 Fundstellen von Bodendenkmalen, darunter Siedlungsreste von der Steinzeit über die Bronzezeit, deutsches Mittelalter bis zur Neuzeit sind in der Denkmalliste des Landes Brandenburg enthalten, eingeteilt in Flurbereiche.[79]
- Außer den beiden oben beschriebenen Kirchen gehören ein Kriegerdenkmal für die Gefallenen des Ersten Weltkriegs (Bild siehe oben) im alten Ortskern (Die Stele erhielt 1994 eine zusätzliche Messingtafel, die auch an die Gefallenen im Zweiten Weltkrieg erinnert.) sowie ein Gedenkstein auf einer Verkehrsinsel im Dorf für Karl Jünemann, den verdienstvollen Gemeindevorsteher, zu den nennenswerten Denkmalen. Der Stein wurde bereits in den 1960er Jahren – im Zusammenhang mit der Namensvergabe Jünemannplatz – aufgestellt. Der Verein Geschichtswerkstatt Wandlitz sorgte 1993 für die Anbringung einer Gedenktafel an dem großen Findling. Weitere Denkmale für Personen sind nicht vorhanden.

Als Baudenkmal besonders bemerkenswert ist die historische Bahnhofsanlage Wandlitzsee, erbaut in den Jahren 1923 bis 1927 im sachlichen Bauhausstil nach Plänen des Berliner Architekten Wilhelm Wagner. Nach langen Jahren der intensiven Nutzung wurden sowohl das eigentliche Bahnhofsgebäude als auch die zugehörigen Bauten wie das Strandbad Wandlitzsee nach 1990 mehrfach umgebaut, erneuert und seinen ursprünglichen Nutzungen schrittweise wieder zugeführt.
→ Übersicht: Liste der Baudenkmale in Wandlitz

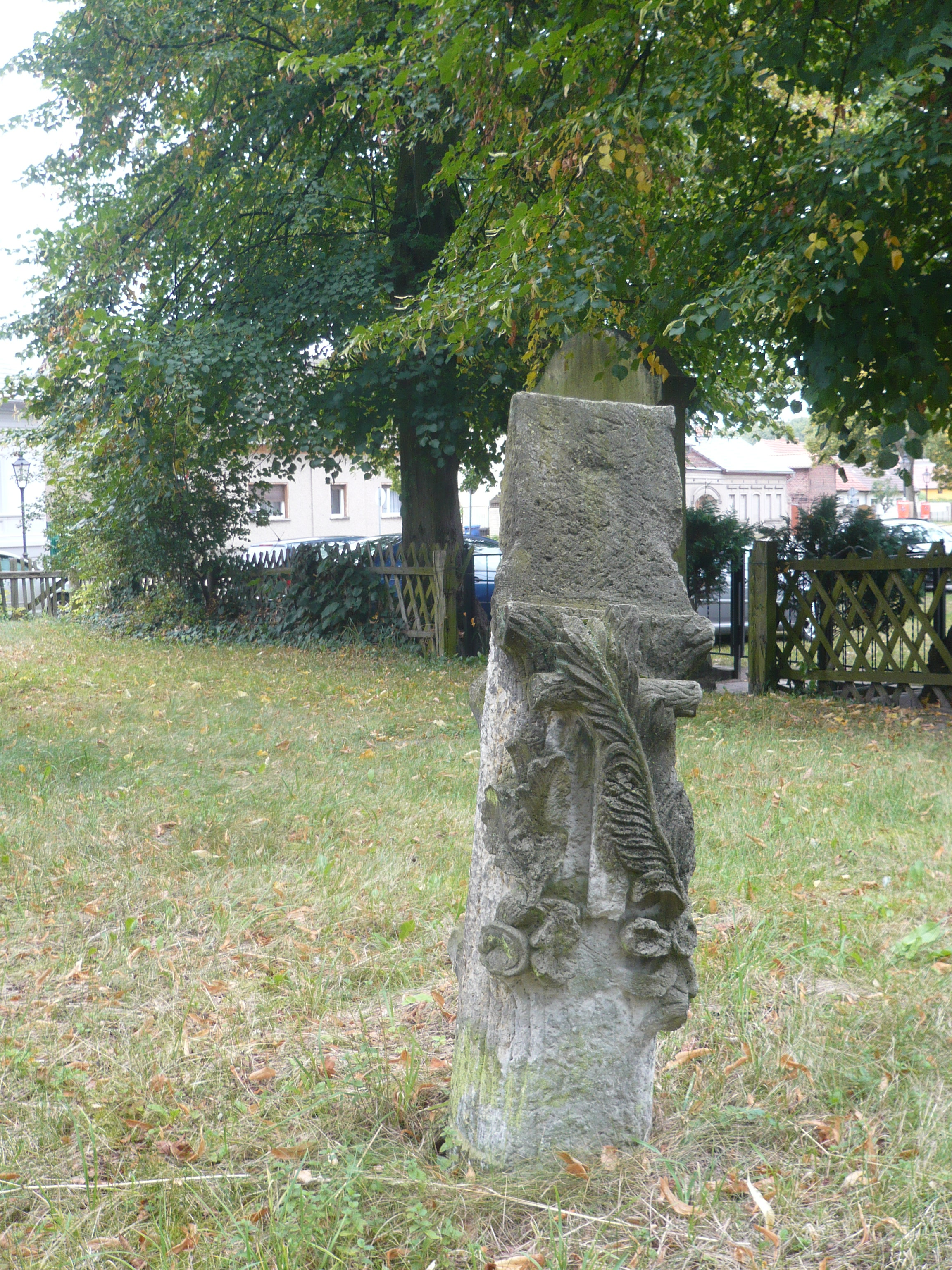
Alter Kirchhof mit der Friedenseiche im Hintergrund

- 1871 pflanzten die Einwohner in der Nähe des Kirchenareals eine Friedenseiche, womit das Ende des Deutsch-Französischen Krieges begangen wurde. Dieser Baum hat sich in den mehr als 100 Jahren prächtig entwickelt und steht heute unter Naturschutz.

→ Übersicht: Liste der Naturdenkmale in Wandlitz

### Sport, Freizeit, Vereine und Organisationen (Auswahl)
- Mit der Entwicklung des Ortes Wandlitz zu einem vielbesuchten Erholungsort kamen bereits frühzeitig mehrere Freizeitmöglichkeiten auf; es erfolgte die Wiedergründung der Wandlitzer Schützengesellschaft 1888 e. V. und ein Angelverein, der Fußballclub 1. FC Eintracht Wandlitz (seit den 1990er Jahren 1. FV Eintracht Wandlitz), ein Kegelsport-Verein und der Wandlitzer Segel-Club e. V. entstanden. Letztgenannter Verein hat seinen Verwaltungssitz seit einigen Jahren in Panketal, Liegeplatz und Bootsschuppen aber am Wandlitzer See. Der Bootsschuppen wurde in einer spektakulären Aktion am 15. Oktober 2006 einige Meter näher zum See hin auf ein neues Fundament gesetzt, wie in einem privaten Video zu sehen ist.[80] Seit dem Jahr 2006 organisiert der Segel-Club auf dem Wandlitzer See das Wandlitzer Seglertreffen, bei dem alle gemeldeten Boote zur Eröffnung des jährlichen Strandbadfestes nach einem Schausegeln eine Wettfahrt veranstalten.[81] Mitglieder dieses Segelclubs haben bereits erfolgreich an nationalen und internationalen Regatten teilgenommen. So belegten die Segler Robert Zank und Benjamin Schock sowie Ronald Zank und Vater Ralf Zank seit 2008 vorderste Plätze bei den  Topcat Euros und Worlds. 2010 erkämpften sich Ralf und Ronald Zank Gold bei der Europameisterschaft in der Katamaranklasse K2. Im Club eingesetzt werden auch Optimist-Jollen und 29er Jollen für Kinder sowie die Bootsklasse Ixylon.[82]

- Im Jahr 2008 etablierte sich die Sektion Handball in Wandlitz, es entstand der HVE Wandlitz, der inzwischen in Brandenburg erfolgreich agiert.

- Nach der Wende entstanden weitere Vereine und Clubs, das Besucherinformationsheft des Jahres 2020/21 listet im Ortsteil Wandlitz 38 Vereine auf.[83] Darunter werden ein Reitverein, eine Jagdgenossenschaft, die Geschichtswerkstatt Wandlitz, zwei Vereine, die sich um die Bademöglichkeiten am Wandlitzer See verdient machen (Illvera 1929 und Neptun 1997) genannt.
- Im Zusammenhang mit dem Reitverein hatte sich im Dorfkern von Wandlitz ein privat geführter Reiterhof etabliert. Wegen Aufgabe der Bewirtschaftung in den 2010er Jahren standen die Reithalle und Ställe leer. Im Jahr 2021 erwarb die Hoffnungstaler Stiftung Lobetal das Grundstück und nutzte es gelegentlich zu Veranstaltungen mit den von ihnen betreuten behinderten Jugendlichen. Im Jahr 2025 begannen Umbauaktivitäten, weil aus der Anlage ein Ort der Begegnung für Menschen mit und ohne Beeinträchtigungen werden soll, ein Inklusiver Reiterhof mit der nötigen Infrastruktur. Die Arbeiten sollen aus Fördergeldern, Spenden und von Sponsoren finanziert werden.[84]
- Sportvereine:

Der in den späten 1990er Jahren aktive Radsportclub Wandlitz unter Anleitung des ehemaligen Radweltmeisters Jürgen Geschke wurde um 2010 aufgelöst. Weiterhin existieren ein Volleyball-Verein, ein Tischtennis-Verein, seit März 1998 ein Boule-Club, den Wandlitzer Felix Graf von Luckner Marine Historik Sport Club 2001 e. V. Im Jahr 2014 informiert das Amtsblatt für die Gemeinde Wandlitz auch über einen Karate-Verein: Kimura Karatekas, dessen Mitglieder bei den deutschen Meisterschaften in verschiedenen Gruppen und Unterklassen vorderste Plätze erringen konnten.
Viele der genannten Einrichtungen organisieren regelmäßige Veranstaltungen, auch für Nicht-Vereinsmitglieder. Weiterhin von Bedeutung sind der Naturpark-Verein Barnim, die AWO Wandlitz (organisiert Wanderungen, Diskussionsrunden, Feste und andere Veranstaltungen), der 2006 gegründete Damen-Lions Club Wandlitz-Barnimer Land; die Tätigkeitsschwerpunkte dieser gemeinnützigen Einrichtung leiten sich aus der seit knapp 100 Jahren weltweit agierenden Lions-Club-Bewegung ab.
- Im Jahr 2010 hat der Verein WandlitzErneuerbar seine Tätigkeit aufgenommen. Er verfolgt die Hauptziele Förderung des Einsatzes erneuerbarer Energien bei gleichzeitiger Verringerung fossiler Brennstoffe und deutlicher Reduzierung des Energieverbrauchs, vor allem auf Nachhaltigkeit ausgerichtet.[88]

- Weniger bekannt ist der Verein Freischützen Wandlitz, der im Jahr 2012 entstanden ist. Im Jahr 2017 gehören ihm 30 Mitglieder an und er tritt bei Festveranstaltungen und zu Sportvergleichen an, wie beim Nachtschießen der Bernauer Schützenkameraden.[89]

- Im Zusammenhang mit der Fertigstellung des neuen Agrarmuseums zog der nach 1990 gegründete Tourismusverein Naturpark Barnim e. V. in das Bahnhofsgebäude Wandlitzsee (Bahnhofsplatz 2) ein.[89]
Als neue Souvenirs bietet der Verein hier seit Anfang des Jahres 2025 ein Keramik-Glöckchen, das die Besucher mit der Sage über die Versunkene Glocke bekannt machen soll. Des Weiteren werden Wandlitzer Gästehändtücher angeboten, also kleine Frottéetücher, die mit einer Stickerei Wandlitzer See versehen sind. - Beide Souvenirs werden vom Mitmachlädchen Biesenthal exklusiv für den Ortsteil Wandlitz in Handarbeit hergestellt.[90][91]

- In den 2020er Jahren gründete sich die Offene Arbeitsgemeinschaft ‚Leben ohne Barrieren‘, die ihren Anlaufpunkt im Kontaktladen Theo in Basdorf hat und Betroffene sowie deren Angehörige zusammenbringt. Ziel ist die schrittweise Verbesserung der Barrierefreiheit in allen Ortsteilen der Gemeinde.[92]

### Regelmäßige Veranstaltungen (Auswahl)
Hier haben sich im Lauf der Jahrzehnte die folgenden, unterschiedlichen und meist gut besuchten Veranstaltungen etabliert:
- Musik im Museum
- das Museumsfest,[93]
- das oben bereits erwähnte Strandbadfest seit 1999,
- 30. April/1. Mai: Frühlingsfest auf dem Sportplatz im Dorf Wandlitz; Organisator: AWO-Ortsverein Wandlitz, mit Kuchenbasar und Samowar-Nachmittag.[89]
- Sommerfest für Wandlitzer Senioren, im Anglerheim An der Bogenheide:; Organisator: AWO-Ortsverein Wandlitz.[89]
- Mitglieder der Wandlitzer Geschichtswerkstatt führen regelmäßige Ortsspaziergänge für Interessierte durch.
- Das im historischen Ortskern befindliche Kulturzentrum Goldener Löwe organisiert Lesungen, Diskussionsrunden, Tanzabende usw.[94]
- Am 21. Juni 2008 startete im benachbarten Ortsteil Basdorf das Wandlitz Open als weiteres Sport- und Spielangebot in der Gemeinde, das zukünftig jährlich ausgerichtet werden soll und alle Ortsteile der Großgemeinde Wandlitz einbezieht. An der Premierenveranstaltung beteiligten sich Jugendliche aus Basdorf, Wandlitz, Schönwalde, Klosterfelde und Eberswalde.[95]
- Der Outdoor-Kunstmarkt wird seit Sommer 2013 im historischen Wandlitzer Dorfkern veranstaltet. Vor dem Kulturhaus Goldener Löwe präsentieren und verkaufen professionelle Künstler hier ihre Werke.[92]
- Im Oktober 2015 startete das (erste) Wandlitzer Herbstleuchten. Diese zweitägige Veranstaltung (23. und 24. Oktober) wurde dominiert von künstlerisch gestalteten Lichtinstallationen an verschiedenen Gebäuden oder Stellen im Ortsteil. Hauptort war das Bahnhofsensemble Wandlitzsee, dessen Fassaden von Lichtdesign-Studenten der Fakultät Gestaltung (Architectural Lighting Design) der Hochschule Wismar in Szene gesetzt wurden. Zusätzlich fanden an beiden Tagen im Strandbad auf einer großen Wasserleinwand eine Multimedia-Show, Licht- und Klanginstallationen rund um das Barnim Panorama sowie ein Lampion-Umzug entlang der Straße Langer Grund statt, in dem die beleuchteten Herbstbäume einen farbigen Akzent setzten.[96]
Im Jahr 2017 trägt das Herbstleuchten den Titel Aqua Lumina – Die Nacht der tausend Lichter. Als Höhepunkt wird an die Fassade des Barnim-Panorama ein 3D-Video projiziert, das den Wandlitzer See zeigt, vom Sonnenuntergang bis zum erwachenden neuen Morgen mit Details aus Flora und Fauna des Gewässers.[97]

## Wirtschaft und Infrastruktur

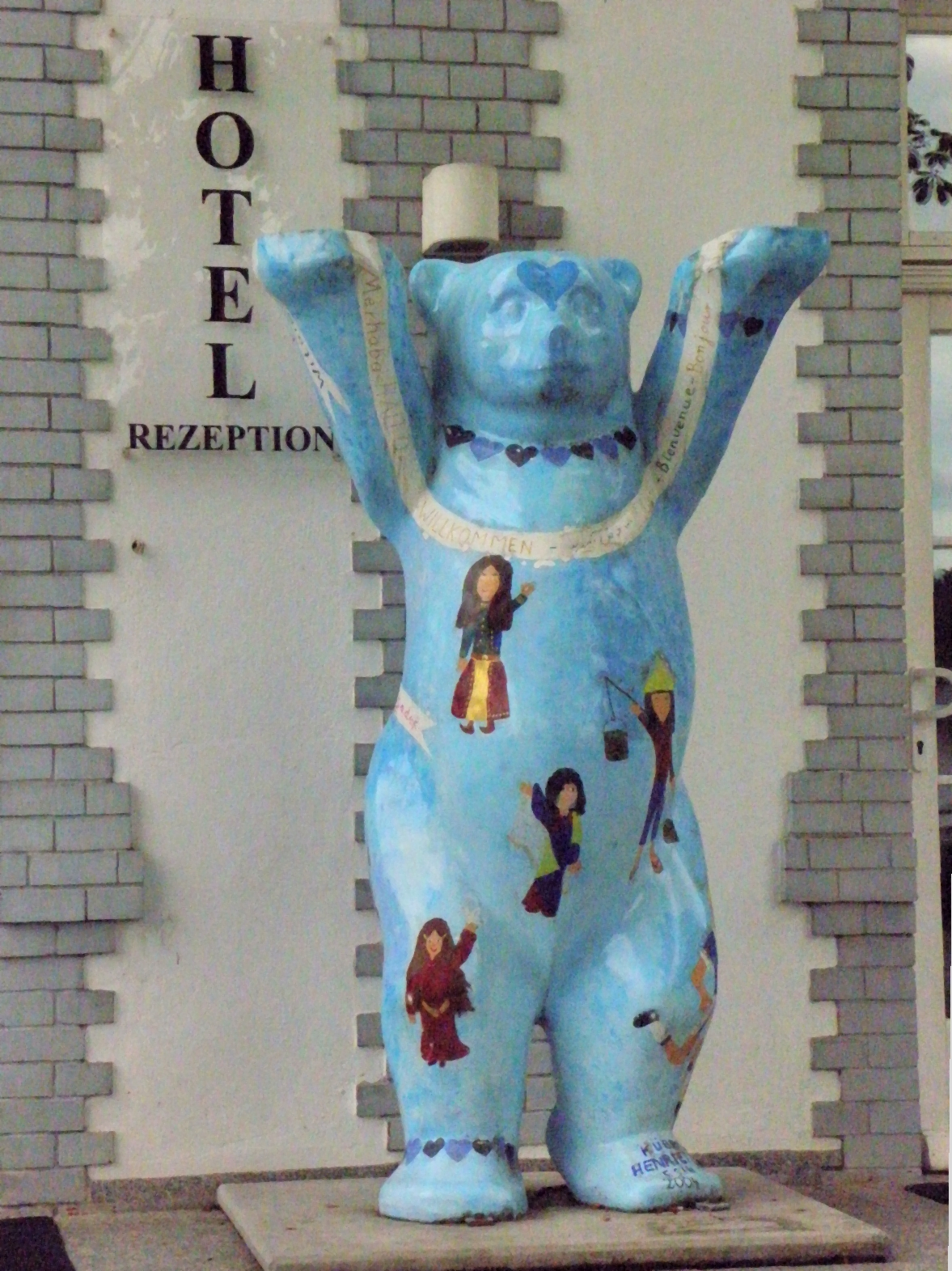
Hotel Seeterrassen mit einem Buddy Bären vor dem Eingang

### Ansässige Unternehmen
Als Wirtschaftsfaktor sind im Ortsteil Wandlitz inzwischen Autohäuser, Handwerksbetriebe und Lebensmittel-Discounter etabliert. Von den früheren Einrichtungen haben in der „neuen Zeit“ nur wenige Unternehmen überlebt. Hier ist das Traditionshaus Auto-Franke zu nennen, das aus der ersten Kfz-Werkstatt des Jahres 1920 hervorgegangen ist. Im Jahr 2013 schloss das alteingesessene Familienunternehmen Rothe, das in den 1940er Jahren als Der dicke Kurt bekannt wurde. Der umtriebige Lebensmittelhändler Kurt Rothe hatte schon die ersten Erholungssuchenden mit speziellen Angeboten erfreut, zu DDR-Zeiten betrieb er sein Geschäft als Delikat-Laden. Nach der Wende konnte er sich baulich vergrößern und arbeitete bis zur Schließung im Merchandising für Edeka. Zu den erhaltenen Einrichtungen gehören außerdem die Linden-Apotheke (Umzug aus dem Dorf in einen Neubau an der Prenzlauer Chaussee), die Bäckerei Sibylle Franke, die ebenfalls noch am alten Standort ihre Backwaren anbietet, die Fleischerei Wolff sowie die Handwerker Elektroanlagen Hartmuth Kufeld und Brunnenbau Struntz.
Im Jahr 2004 waren im Ortsteil Wandlitz der Gemeinde Wandlitz 499 Gewerbebetriebe gemeldet. Bis 2008 stieg die Zahl auf 619 Gewerbebetriebe.

### Unterkünfte und kulinarische Angebote

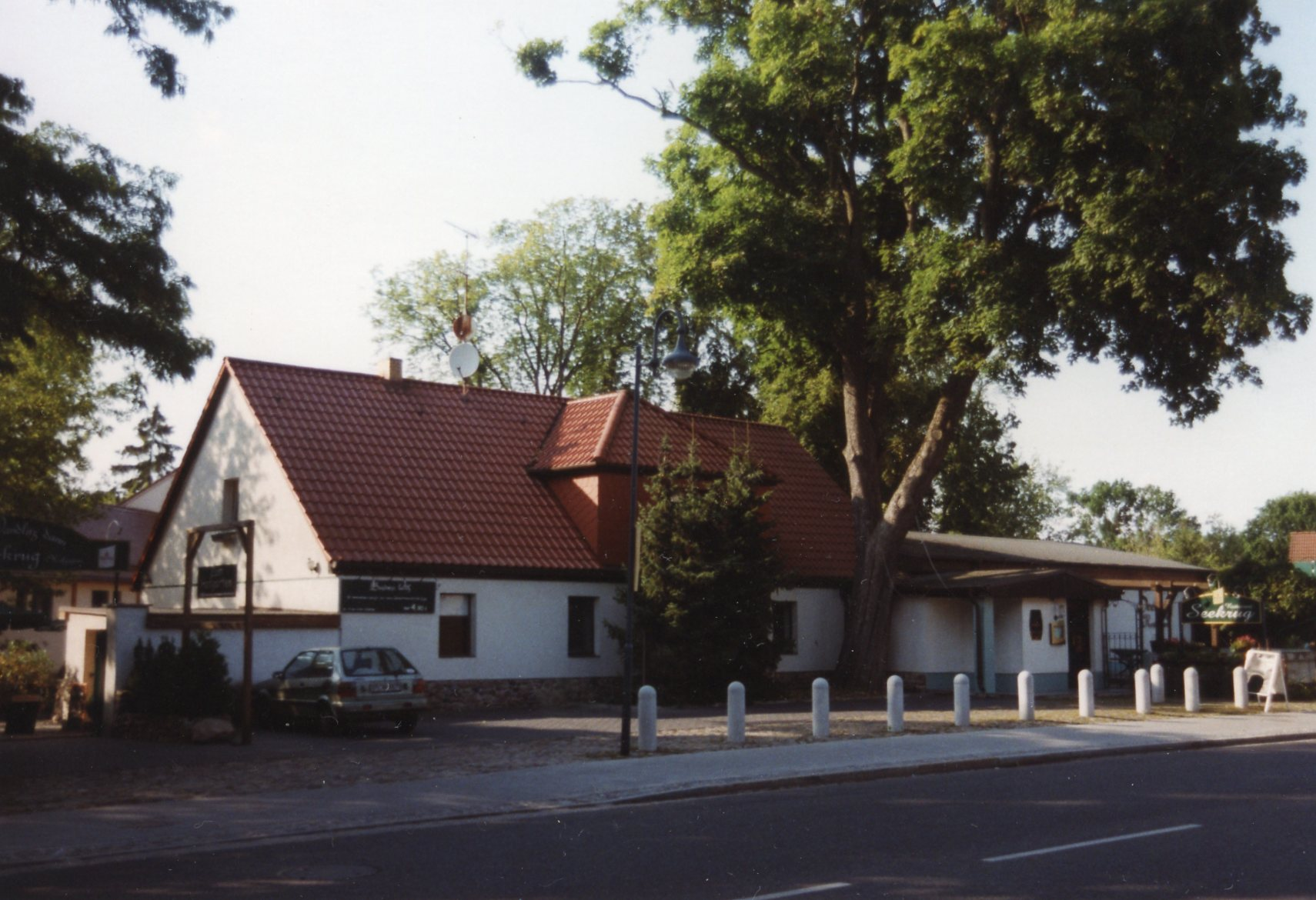
Gaststätte Seekrug 2004, vor Umbau und Umbenennung

Im Ortsteil Wandlitz bestehen noch zwei historische Gastwirtschaften aus dem 19. Jahrhundert sowie weitere aus den Anfängen des 20. Jahrhunderts: der Goldene Löwe im alten Dorfkern, der ehemalige Seekrug (seit März 2006: El Gaucho) an der B 109 im Bereich Wandlitzsee sowie das Hotel-Restaurant Seeterrassen. Im alten Dorfkern von Wandlitz entwickelte sich über mehrere Etappen aus einem Lehnschulzenhof ein Geflügelzüchterhof, ab den 1970er Jahren wurde auf dem Gelände ein Parteierholungsheim neu errichtet. Nun betreiben dort Privatleute das SeeparkKurhotel.
Eine Vielzahl neuer Einrichtungen entstand seit der Wende durch Umbau oder Ausbau vorhandener Gebäude, Läden sowie durch Neubau.
Im Jahr 2011 waren im Ortsverzeichnis mehr als 20 verschiedene Restaurants enthalten, wobei deutsche regionale Küche überwiegt. Dazu kommen noch italienische, griechische und argentinische Angebote. Außer Hotels haben einige Bewohner auch Ferienhäuser oder Pensionen eröffnet.

### Verkehr

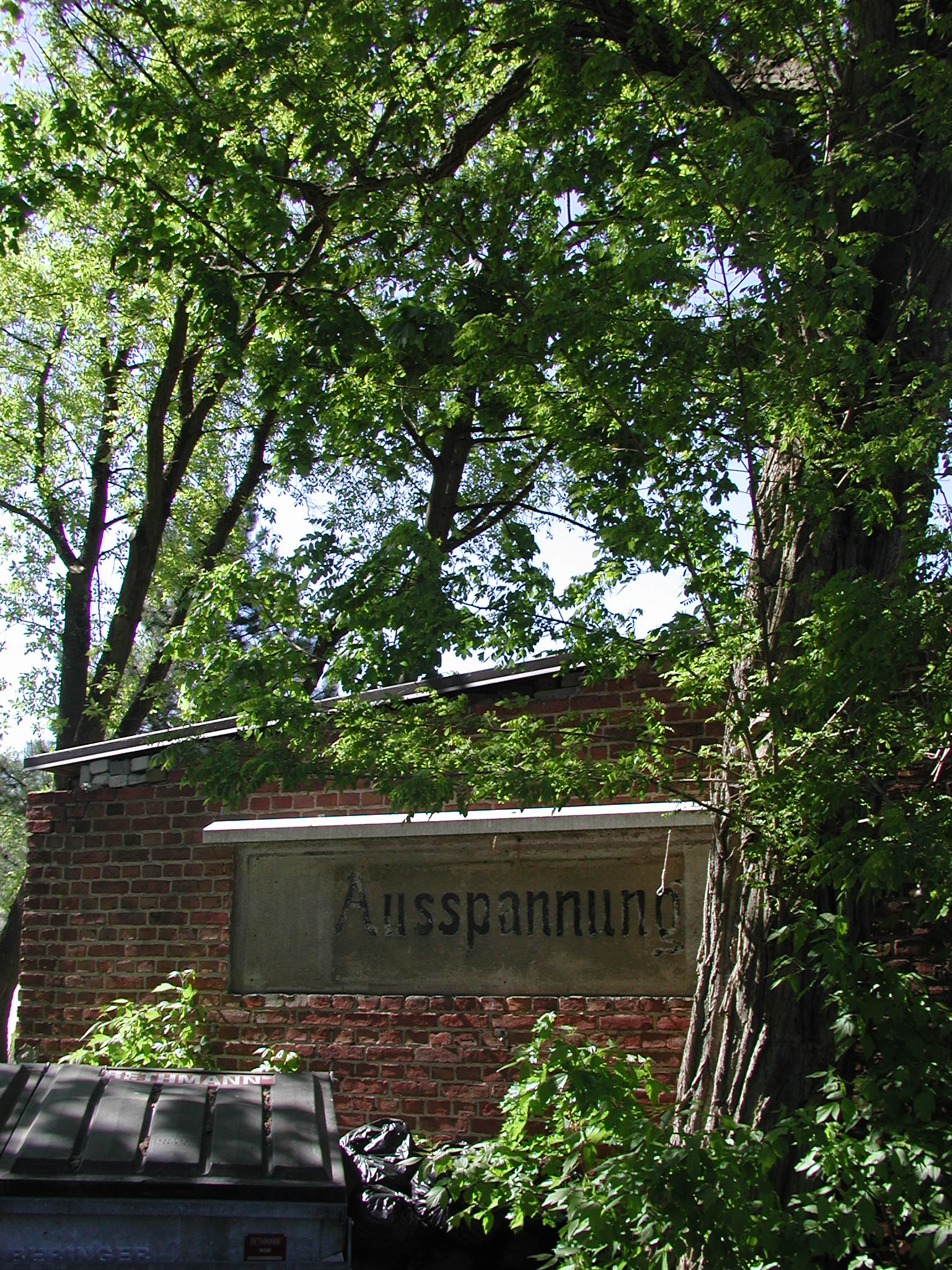
Relikt der ehemaligen Postkutschenstation

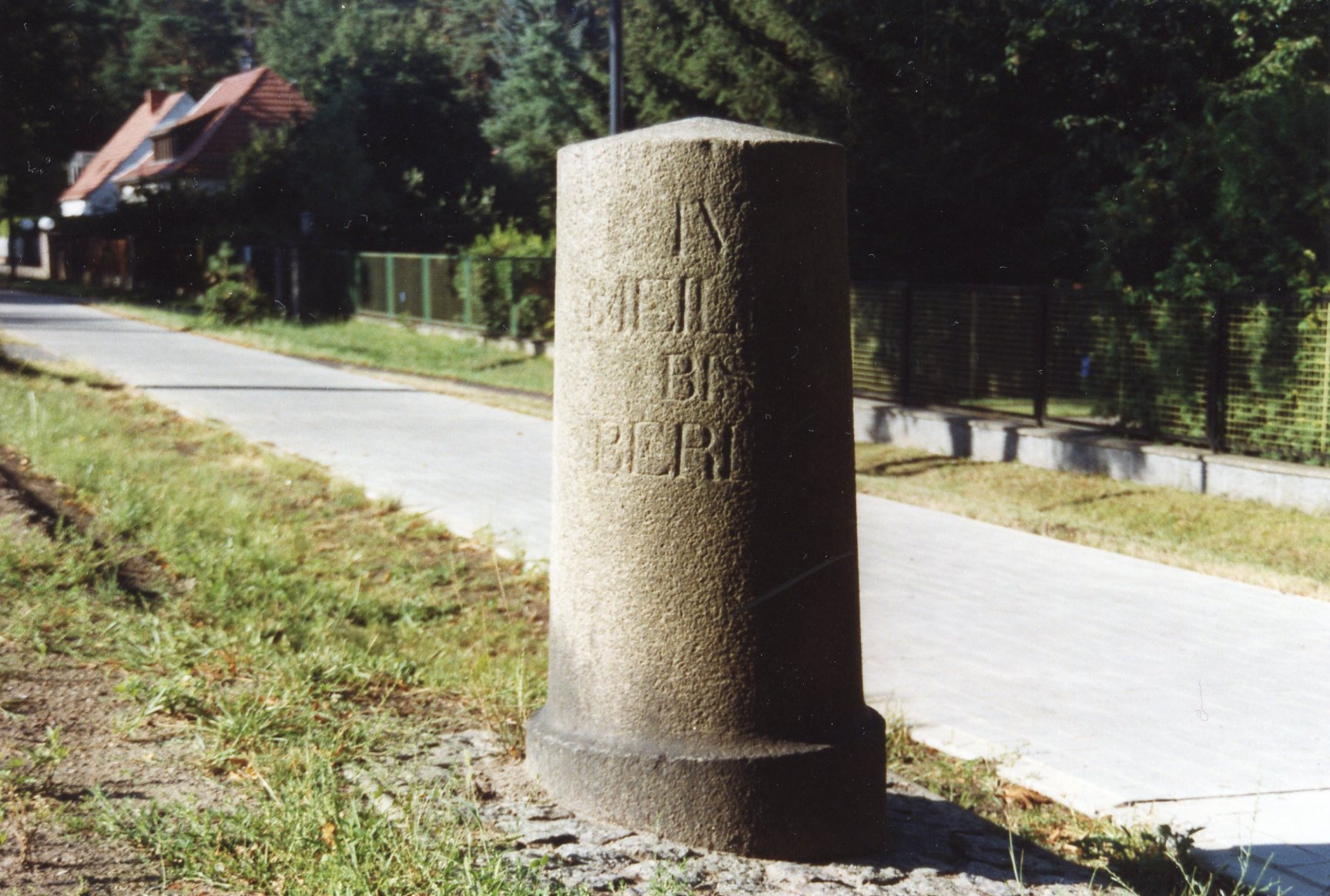
Historische Postmeilensäule in Wandlitz

Bis zum Ende des 19. Jahrhunderts war Wandlitz ein Durchgangsdorf mit einer Ausspann-Station für Postkutschen (zu erkennen an dem freigelegten Backsteinhäuschen „Ausspannung“ am ehemaligen Gasthaus Seekrug). Die Postkutschenverbindung bestand zwischen Berlin, Basdorf und Klosterfelde. Ein Postmeilenstein am Eingang zum Ortsteil Wandlitzsee kündet noch heute von dieser Zeit.
Außerdem gab es an der Prenzlauer Chaussee zwischen 1828 und 2002 ein Chausseehaus (gegenüber der Gaststätte Seekrug), das zur Kassierung des Wegezolls diente. Die Ortsdurchfahrten wurden am Ende des 19. Jahrhunderts gepflastert, die wenig später ausgebaute Prenzlauer Chaussee erhielt ein kleinteiliges Natursteinpflaster. Mit dem gewaltigen Anstieg des Kraftverkehrs nach 1990 war es nötig, einen leiseren Straßenbelag auszuführen. So erhielt die Prenzlauer Chaussee im Siedlungsbereich Wandlitzsee 2004 durchgängig einen Asphaltbelag.
Im Jahre 1901 wurde die Bahnstrecke Reinickendorf – Rosenthal – Groß Schönebeck / Liebenwalde, die „Heidekrautbahn“, feierlich eröffnet. Da der Ort Wandlitz bereits zuvor durch einige neue Siedlungsbereiche um die Bernauer Chaussee und um die Heiligen drei Pfühle gewachsen war, bekam er neben dem Bahnhof Wandlitz zunächst einen Bedarfshaltepunkt Wandlitzsee. Dieser Haltepunkt wurde durch den Bau des Bahnhofsensembles in den 1920er Jahren zum regulär bedienten Bahnhof. Mit der Heidekrautbahn besteht seitdem eine Direktverbindung Richtung Süden nach Berlin, zuerst zum Bahnhof Berlin-Wilhelmsruh (früher: Reinickendorf-Rosenthal), später Berlin-Blankenfelde und seit 1991 Berlin-Karow. In nördliche Richtung führt die Strecke nach Groß Schönebeck am Rand der Schorfheide. Eigentümerin und Betreiberin der Strecke ist die Niederbarnimer Eisenbahn AG.
Ab 1908 brachte eine Kraftomnibus-Linie Berliner vom dortigen Stettiner Bahnhof in den Kurort Wandlitz. Nach dem Zweiten Weltkrieg bestand ab 1950 bis 1992 eine sogenannte Omnibus-Ausflugslinie („Dreieck-Linie“) zwischen Alexanderplatz (ab 1953 Berlin-Weißensee) und dem Ortsteil Wandlitzsee, die von den Berliner Verkehrsbetrieben unterhalten wurde.
Der öffentliche Personennahverkehr wird unter anderem durch den PlusBus des Verkehrsverbund Berlin-Brandenburg erbracht. Folgende Verbindungen führen, betrieben von der Barnimer Busgesellschaft, durch Wandlitz:
- Linie 825: Bernau ↔ Wandlitz ↔ Wensickendorf ↔ Schmachtenhagen ↔ Oranienburg
- Linie 894: Bernau ↔ Brandenburg-Klinik ↔ Wandlitz ↔ Stolzenhagen

Der Ort Wandlitz liegt an der Bundesstraße 273 und an der Landesstraße 100. Die B 273 führt seit den frühen 1970er Jahren am alten Ortskern vorbei, als die Straßenanbindung der Waldsiedlung erfolgte. Ende des 20. Jahrhunderts ließ das Land Brandenburg in Abstimmung mit der Gemeinde den Kreuzungsbereich dieser beiden Straßen als Kreisverkehrsplatz neu anlegen. Zur Förderung der Elektromobilität ließ die Kommune im Ortsteil Wandlitzsee unweit des Rathauses eine Ladesäule installieren.
Immer mehr Menschen fahren inzwischen mit dem Fahrrad, sei es zu Erledigungen im Ort oder auch als Freizeitsport. Deshalb baut die Gemeinde Wandlitz seit den frühen 2000er Jahren schrittweise die Radwege in und zwischen den Ortsteilen aus. Im Frühsommer 2017 konnte beispielsweise eine neue 2,5 km lange Strecke von Lanke nach Ützdorf eingeweiht werden. Die Anbindungen in die Ortsteile Basdorf und Klosterfelde wurden bereits um 2014 fertig gestellt.

## Persönlichkeiten, die im Ort leb(t)en oder mit ihm verbunden sind (Auswahl)

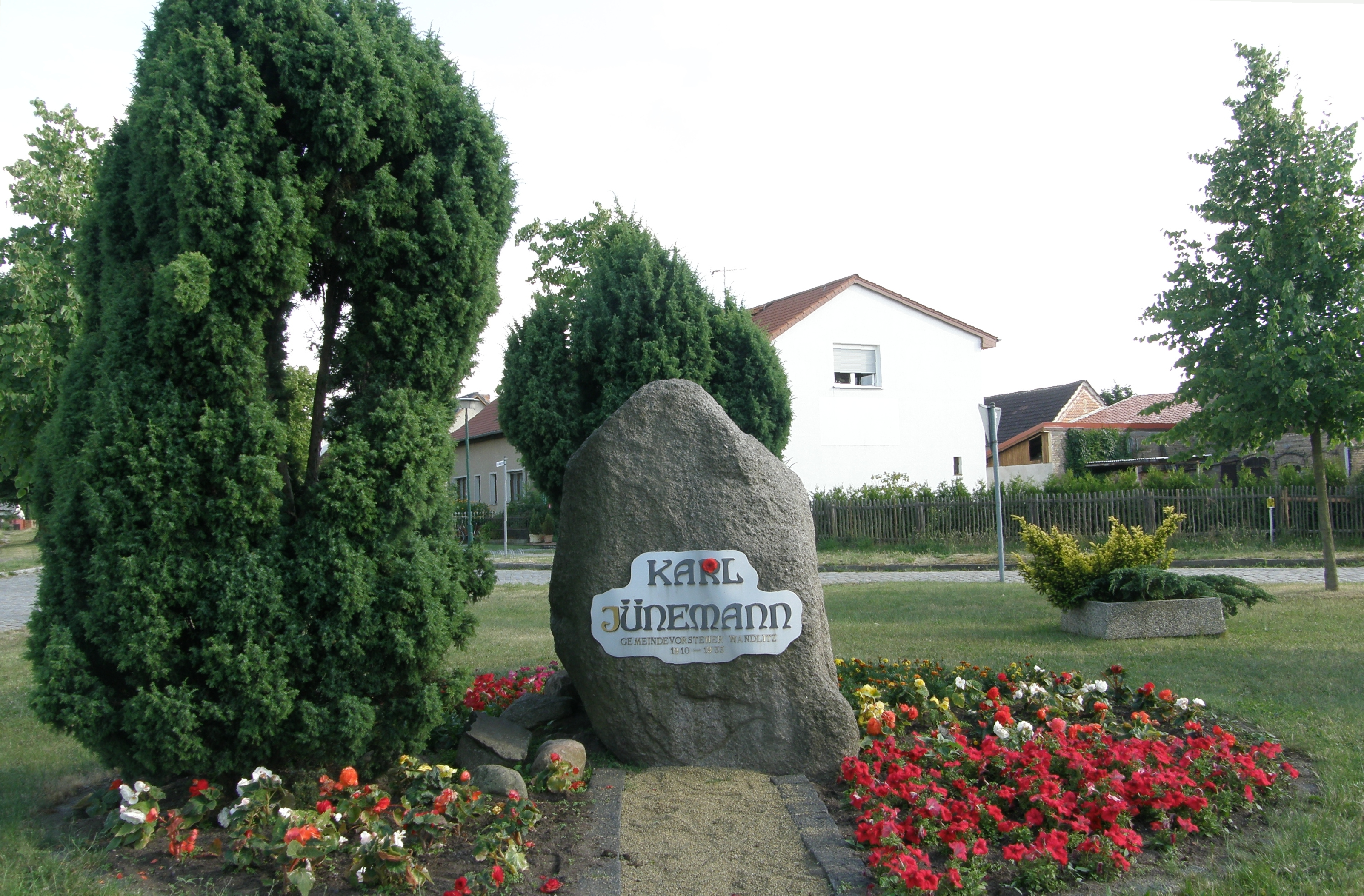
Gedenkstein für Karl Jünemann auf dem gleichnamigen Platz im alten Dorfkern

- Dorit Bachmann (1968–2015), Malerin[101]
- Joachim Breithaupt (1883–1960), Kapitänleutnant der Kaiserlichen Marine, Luftschiffkommandant und Generalmajor der Luftwaffe der Wehrmacht
- Lennart Czyborra (* 1999), Fußballer, der mit seiner Familie seit 2002 im Ortsteil Wandlitz lebt. Begann im 1. FV Eintracht Wandlitz und stieg seit 2007 zuerst national, bald auch international in die bekannten Clubs auf.[102]
- Jürgen Geschke (* 1943), Radrennfahrer und Weltmeister, hat 1982 ein Grundstück in der Fliederstraße erworben und darauf ein Eigenheim errichtet;[103] betrieb bis zum Beginn des 21. Jahrhunderts ein Fahrrad-Spezialgeschäft an der Prenzlauer Chaussee
- Harald Haacke (1924–2004), Bildhauer und Medailleur, wurde hier geboren
- Michael Hansen (1940–2023), Schlagersänger und Musikproduzent, wohnte seit 1973 in Wandlitz
- Attila Hildmann (* 1981), Kochbuchautor, bekannt durch seine kontroversen Aussagen während der COVID-19-Pandemie[104]
- Karl Jünemann (1881–1945), Gemeindevorsteher in Wandlitz von 1910 bis 1935, der wesentliche Beiträge für den Aufschwung des Ortes leistete und im Nationalsozialismus abgesetzt wurde; nach ihm ist ein Platz im Dorf benannt, und ein granitener Gedenkstein ehrt ihn
- Nicola Kripylo (* 1997), Schauspielerin und Musical-Sängerin, ausgebildet an der Universität der Künste Berlin[105][106]
- Ralf Lindermann (* 1960), Schauspieler, wohnt seit 1998 mit seiner Familie in Wandlitz, bekannt aus der Fernsehserie Unser Charly[107]
- Antje Muth, Unternehmerin; gibt seit 2008 die Zeitschrift fibz Familienmagazin heraus. Die brandenburgische Landesregierung zeichnete sie dafür am 20. Mai 2011 als Unternehmerin des Landes Brandenburg 2011 aus.[108]
- Claudia Schmid-Rathjen (* 1958), lebt seit 1994 in Wandlitz und gründete die Geschichtswerkstatt Wandlitz; war bis 2003 Mitglied im Ausschuss für Jugend, Kultur und Sport der Gemeindevertretung, 2003 Mitglied im Ortsbeirat Wandlitz, 2004 Mitglied im Ausschuss für Jugend, Bildung, Kitas und Sport, seit 2011 Kulturamtsleiterin, Mitarbeit in der Arbeitsgruppe ViWa – Visionen für Wandlitz und im Vorstand des Tourismusvereins Naturpark Barnim e. V.[109]
- Elisabeth Schmitz (1893–1977), christliche Widerstandskämpferin, half politisch Verfolgten durch Versteck in ihrem Wochenendhaus im Ort
- Gerhard Schürer (1921–2010), Vorsitzender der Staatlichen Plankommission der DDR, besaß ab 1965 in der August-Bebel-Straße ein Wochenendhaus[110]
- Wladimir Suchomlinow (1848–1926), russischer Kriegsminister, weilte nach einem Zuchthausaufenthalt von 1923 bis 1924 in Wandlitz im Haus Polster (Prenzlauer Chaussee 205), vollendete hier seine Erinnerungen.[111]
- Peter Supf (1886–1961), Schriftsteller, besaß ein Wohngrundstück in der Gürgenstraße 22 und wurde 1946 enteignet.[112]
- Ernst Thälmann (1886–1944), Vorsitzender der KPD, hielt sich zwischen 1930 und 1932 in der heutigen Karl-Marx-Straße bei der Gastwirtin Anna Thiess auf, die in Berlin eine als Vereinslokal genutzte Gastwirtschaft der KPD betrieb. Von 1982 bis 1984 hatte die Gemeinde Wandlitz dieses Gebäude zu einer Thälmann-Gedenkstätte ausbauen lassen.[113] Nach 1990 ging das Anwesen in Privatbesitz zurück, die Gedenkstätte wurde geschlossen.
- Benjamin Tomkins (* 1965), Comedian, Bauchredner[114]
- Herbert Willner (1926–2017), ehemaliger DDR-Spion[115]
- Ursula Winnington (1928–2025), Kochbuchautorin, besaß seit den 1960er Jahren ein Grundstück am Rahmer See.[116]